# Liste der Baudenkmäler in Nürnberg/Nordwestliche Außenstadt
Dies ist eine Teilliste der Liste der Baudenkmäler in Nürnberg. Sie enthält die in der Bayerischen Denkmalliste ausgewiesenen Baudenkmäler auf dem Gebiet des statistischen Stadtteils Nordwestliche Außenstadt der kreisfreien Stadt Nürnberg in Bayern. Grundlage ist die Bayerische Denkmalliste, die auf Basis des bayerischen Denkmalschutzgesetzes vom 1. Oktober 1973 erstmals erstellt wurde und seither durch das Bayerische Landesamt für Denkmalpflege geführt und aktualisiert wird. Die folgenden Angaben ersetzen nicht die rechtsverbindliche Auskunft der Denkmalschutzbehörde.
Diese Teilliste enthält Objekte aus dem statistischen Stadtteil 07 Nordwestliche Außenstadt mit den folgenden statistischen Distrikten: 70 Westfriedhof, 71 Schniegling, 72 Wetzendorf, 73 Buch, Höfles, Schnepfenreuth, 74 Thon, Kleinreuth h.d.V., 75 Almoshof, Lohe, 76 Kraftshof, 77 Neunhof, 78 Boxdorf, 79 Großgründlach, Kleingründlach, Obermühle, Reutles.

## Ensembles
| Lage       | Objekt                 | Beschreibung | Akten-Nr.     | Bild               |
| ---------- | ---------------------- | --- | ------------- | ------------------ |
| (Standort) | Ortskern Buch          | Um 1800 war das alte Buch noch eine Stunde entfernt von Nürnberg an der Leipziger Straße gelegen und bekannt wegen seiner Wirtshäuser. Heute liegt das Dorf westlich der autobahnartig ausgebauten Erlanger Straße, was der Erhaltung der dörflichen Struktur dienlich ist. Das Dorf – ohne Kirche – wurde 1283 erstmals urkundlich erwähnt, es ist 1427 in den Besitz der Reichsstadt Nürnberg übergegangen. Wie viele Dörfer der Nürnberger Umgebung wurde es 1552 im markgräflichen Krieg in Brand gesetzt. 1813 zu Anfang der bayerischen Zeit wurde Buch eigene Gemeinde und kam 1924 endgültig zu Nürnberg. Wie der Urkataster des frühen 19. Jahrhunderts zeigt, bestand Buch ursprünglich aus zwei getrennten Ortsteilen, was bis ins 20. Jahrhundert zu verfolgen ist. Heute noch ist die durch den Landgrabenbach bedingte Zäsur erlebbar, durch eine steinerne Brücke sind die beiden Ortshälften verbunden, zwischen die eine jüngere auffüllende Bebauung gestellt wurde. Der südliche Ortsteil liegt außerhalb des Ensembles und lässt nur reduziert einen dörflichen Charakter erkennen, bedingt durch zahlreiche Veränderungen, Neubauten, wie durch die Besonderheit einer seit dem 19. Jahrhundert bestehendenFabrik (Bast AG Preßhefefabrik). So besaß mit Fabrik, Kleinkinderschule von 1905 (Seeweg 9) und dem Gasthaus diese unregelmäßige Ortshälfte ein gewisses, bedeutungsmäßiges Gewicht. Der nördliche noch als Ensemble feststellbare Ortsteil ist regelmäßiger. Er besitzt noch eine lange Ost-West-Achse, Braunsbacher Weg und Baststraße, die von der Bucher Hauptstraße gekreuzt wird. Das ehem. Gasthaus Bucher Hauptstraße 112, markiert den alten nördlichen Ortsrand, und erinnert als mächtiges Straßenwirtshaus des 17. Jahrhunderts (bezeichnet „1647“) an den alten Verkehrsweg nach Leipzig. In der Baststraße, die nach der Fabrik in der Südhälfte des Ortes benannt ist, blieb die typische Struktur der gemüseanbauenden Bauern des Knoblauchlandes erhalten. Die Hofstellen entsprechen zumeist auch bei den Neubauten der mit dem Urkataster überlieferten Situation. Giebelständige Bauernhäuser, unter denen auch Beispiele von erdgeschossigen erhalten sind, sowie zweigeschossige Massivbauten begrenzen das Straßenbild. Bemerkenswert ist die gegen die Straße abgeschlossene Hofanlage, die aus einer Bauernhausgruppe (Baststraße 18/20/22) besteht. Die Baststraße bietet nicht nur ein dörfliches Straßenbild, sondern vermittelt auch insbesondere an der Nordseite mit einer sehr geschlossenen Scheunenreihe ein wirkungsvolles Dorfbild von außen her. | E-5-64-000-5  | BW                 |
| (Standort) | Ortskern Kraftshof     | Das im Norden der Stadt im sogenannten Knoblauchsland gelegene, erstmals 1269 genannte Dorf Kraftshof gehörte zu dem Kranz von Einzelhöfen, die während der Blütezeit Nürnbergs unter den Stauferkaisern den Wirtschaftsbedarf des Königshofs zu decken hatten. Frühzeitig zu einem Dorf mit zahlreichen Hofstätten gewachsen, stellt es sich heute als unregelmäßige Anlage dar, die sowohl Charakteristika des typisch Nürnberger Straßendorfes besitzt als auch die eines Haufendorfes und von den beiden Polen der Kirche mit Wehrfriedhof und dem Schloss der Herren Kreß von Kressenstein bestimmt wird. Dieser Herrensitz war seit 1403 ununterbrochen im Besitz derselben Familie und zuletzt als typisch nürnbergerisches Barockschloss ausgebaut. Nach den Kriegszerstörungen, die Kraftshof getroffen haben, ist von diesem Schloss nichts erhalten, lediglich der Überrest des sogenannten Kressensteins und die barocke Gartenmauer. Auch der Kirchhof mit Kirche war im Krieg zerstört, doch ist dieser Bereich wiederhergestellt. Innerhalb der wehrhaften Befestigungsanlage mit Toranlage und Ecktürmen erhebt sich die Chorturmkirche St. Georg (früher St. Maria und Heilig Kreuz), ein Bau des 14./15. Jahrhunderts. Sie ist umgeben von den charakteristischen liegenden Nürnberger Grabsteinen mit Bronzeepitaphien, die die geschichtlich enge Beziehung zur alten Reichsstadt, in die das Dorf aber erst 1930 eingemeindet wurde, anschaulich machen. Als Kraftshof eigener Steuerdistrikt und eigene politische Gemeinde war, wurde in den Kirchhof direkt an die Befestigung gelehnt 1821 der noch bestehende Schulhausneubau errichtet. Vor dem Kirchhoftor ist die Kraftshofer Hauptstraße aufgeweitet und durch stattliche zweigeschossige Gasthäuser, Sandsteinquaderbauten des 18. Jahrhunderts, als eine Art Marktplatz charakterisiert. Im Übrigen befinden sich im Dorfe neben Sandsteinquaderbauten auch Fachwerkbauten, neben den kleineren erdgeschossigen giebelständigen Häusern gibt es auch größere Hofanlagen mit zweigeschossigen Häusern | E-5-64-000-19 | Ortskern Kraftshof |
| (Standort) | Ortskern Neunhof       | Das Ensemble umfasst das historische Haufendorf Neunhof und besteht im Wesentlichen aus der Straßengabelung der Oberen und der Unteren Dorfstraße samt dem Neunhofer Herrensitz mit Schlossgarten. Die früheste gesicherte Nennung des Dorfes stammt aus dem Jahr 1326, doch muss das ursprünglich als Ausbaudorf von Kraftshof entstandene Dorf älter sein und es war wahrscheinlich schon im 13. Jahrhundert Sitz eines Reichsministerialengeschlechtes. Eng mit der Geschichte der freien Reichsstadt Nürnberg verbunden, teilte es auch das Schicksal des Nürnberger Umlandes mit den Zerstörungen im Ersten Markgrafenkrieg von 1449 und auch im Dreißigjährigen Krieg. Mit der Zugehörigkeit zu Bayern 1813 bzw. 1817 war Neunhof eigene Landgemeinde geworden, erst 1972 wurde es in Nürnberg eingemeindet. Die Geschichte des Dorfes wird bestimmt von der Geschichte des ehemaligen Herrensitzes der Patrizierfamilie Kreß. Dieser Herrensitz ist das besonders gut erhaltene Beispiel eines Nürnberger Herrensitzes, ein Bautypus, der bis heute die gesamte Stadtlandschaft Nürnberg in einmaliger und charakteristischer Weise prägt und auch sichtbar Zeugnis von der Bedeutung der Stadt und ihren großen Familien ablegt. Das frei am Südostrand des Dorfes gelegene ehemalige Wasserschloss wird umgeben von dem Zwinger und einem heute trockenen Graben, angeschlossen ist ein ummauerter Schlossgarten mit Gartenpavillon. Durch seine Situierung ist der hochaufragende Herrensitz mit aufgesetztem Fachwerkobergeschoss mit Satteldachzwerchhäusern aus der Zeit um 1525 über steinernem Fuß des 15. Jahrhunderts auch bildlich eindrucksvoll und weithin sichtbar. Der im Westen vorgelagerte Wirtschaftshof verbindet den Schlossbereich mit dem Bauernhof. Dieses zwar unregelmäßige Dorf ist doch ein charakteristisches Beispiel für das Nürnberger Knoblauchsland. Zumeist erdgeschossige und giebelständige Wohnstallhäuser, vorwiegend als Sandsteinquaderbauten errichtet, begleiten die Straßen und schaffen geschlossene Straßenbilder. Die Häuser stammen zumeist aus dem 18. und 19. Jahrhundert, doch gibt es vereinzelt interessante historisierende Beispiele des mittleren 20. Jahrhunderts. Bei der Gabelung der Unteren und der Oberen Dorfstraße ist durch Beseitigung von alten Anwesen erst neuerdings ein Dorfplatz entstanden, hierdurch gewann der stattliche Gasthausbau Zum alten Forsthaus von 1747 entschieden an städtebaulicher Wirksamkeit. Das Dorf besitzt keine eigene Kirche und gehört zur nahegelegenen Pfarrei St. Georg in Kraftshof.                    | E-5-64-000-21 | BW                 |
| (Standort) | Ortskern Großgründlach | Das Ensemble umfasst den Ortskern von Großgründlach mit der Großgründlacher Hauptstraße zwischen Mühlbach und Schloss. (Groß-)Gründlach, erstmals 1021 in einer Urkunde Kaiser Heinrich II. erwähnt, zeigt heute noch deutlich in seinem Ortsgrundriss die jüngere Ortserweiterung des 13./14. Jahrhunderts. Der südliche enge Teil der Hauptstraße gegen den Mühlbach wurde nach Norden um eine fast platzartige Straßenerweiterung großzügig fortgesetzt. Diese Ortserweiterung reicht bis zum Schloss, wo gegen Ende des 12. Jahrhunderts eine neue Burg von den Herren von Gründlach errichtet worden war. Diese charakteristische Randlage der Burg/des Schlosses ist bis heute ungestört. Gründlach erhielt 1328 Stadtrecht, jedoch da es kaum je zu einer festen Befestigung gekommen war, hat der Ort weder die städtebaulichen Merkmale einer Stadt gewonnen noch sind hiervon Spuren erkennbar. Im Norden und am höchsten Punkt des Ortes stehen Schloss und Kirche; das Schloss ist heute eine Vierflügelanlage mit Mansarddach, die Ende des 17. Jahrhunderts errichtet wurde. Vom zugehörigen Park führt eine Allee nach Westen zum ehemaligen Irrgarten, sie wurde angelegt, als das Schloss Lieblingssitz von Johann Sigmund Haller von Hallerstein war. Neben dem Schloss steht die Pfarrkirche St. Lorenz, die aus der Burgkapelle hervorgegangen ist und ebenfalls ab Ende 17. Jahrhundert ihre bis heute erhaltene Ausprägung erfuhr. Zusammen mit dem ehemaligen Rathaus, Großgründlach war bis 1972 eigene Gemeinde, und einem Schulgebäude bildet sie den Blickpunkt und die Begrenzung der Großgründlacher Hauptstraße im Norden. Bezeichnenderweise nicht weit von diesem geschichtlichen Monumentalbereich befindet sich ein stattlicher Gasthof, ein reicher Sandsteinquaderbau von 1776 mit Nebengebäuden und Toren des frühen 19. Jahrhunderts. Genau an der Einengung des ortsgeschichtlich jüngeren und breiteren Teils der Straße steht das ehemalige Baderhaus. Dieser Fachwerkbau des 17. Jahrhunderts bildet eine geschichtliche Erinnerung und einen höchst wichtigen städtebaulichen Punkt. Im schmalen älteren Teil schafft auch ein Fachwerkbau, die Scheune bei Großgründlacher Hauptstraße 8, einen städtebaulich wirksamen Blickpunkt. Die Bauernhäuser bzw. ehemaligen Bauernhäuser sind nur noch selten als erdgeschossige erhalten, zumeist sind sie jetzt zweigeschossig und modern aufgeführt, jedoch ist die charakteristische Giebelstellung der Bebauung weitgehend erhalten geblieben.                                                                              | E-5-64-000-22 | BW                 |
| (Standort) | Ortskern Reutles       | Der Name des ehemaligen Dorfes Reutles erinnert an seinen Ursprung als Rodungsdorf. Im 18. Jahrhundert gehörte die Ortschaft zur von pfinzingschen Grundherrschaft Großgründlach, die 1764/66 auf dem Erbwege an die Patrizierfamilie Haller von Hallerstein überging. Das Dorf Reutles hatte damals 16 Anwesen; 1811/18 kam es zur Gemeinde Großgründlach, die wiederum seit 1972 zu Nürnberg gehört. Das Bild des Straßendorfes wird von der Reihung von Hofanlagen mit erdgeschossigen, giebelständigen Wohnstallhäusern geprägt. Die das Ortsbild bestimmenden Giebelfassaden des späten 18. und frühen 19. Jahrhunderts (Ziergiebelbezeichnungen von 1796, 1802, 1811) sind vor allem an der Nordseite der Dorfstraße zahlreich erhalten. Diese Bautradition setzen bäuerliche Anwesen des späten 19. und frühen 20. Jahrhunderts fort. Die Hofstellen werden oftmals von einer Scheunenfront abgeschlossen. Teile der an die Hofstellen anschließenden Streuobstwiesen oder Bauerngärten haben sich erhalten. Städtebaulicher Akzent und ältestes Geschichtsdenkmal des Ortes ist die kleine Filialkirche St. Felicitas, die im 12. oder 13. Jahrhundert die Ortskirche gewesen sein kann, als die heutige Großgründlacher Kirche noch Burgkapelle war. Heute repräsentiert sie durch ihre Baugestalt vom sogenannten Schwedenhaustypus einen ganz besonderen alt-nürnbergischen Denkmalwert. Chor und Langhaus gehen auf das 14. Jahrhundert zurück. Die Kirche markiert den Ortsrand des kleinen Dorfes, dessen Ortsbild von Osten her gesehen und an der Nordseite besonders gut erhalten ist. | E-5-64-000-26 | BW                 |

## Baudenkmäler in Nordwestliche Außenstadt nach statistischen Bezirken

### Westfriedhof

#### Westfriedhof
| Lage | Objekt                                              | Beschreibung | Akten-Nr.                | Bild           |
| --- | --------------------------------------------------- | --- | ------------------------ | -------------- |
| Nordwestring 65-79 (ungerade Nummern); Schnieglinger Straße 69; Schnieglinger Straße 145/147 (Standort) | Westfriedhof                                        | Angelegt 1878 als Zentralfriedhof, später Westfriedhof, bis 1954 Erweiterungen, mit zahlreichen baulichen Anlagen und Grabmälern des späten 19. und der ersten Hälfte des 20. Jahrhunderts | D-5-64-000-1407 Wikidata | weitere Bilder |
| Nordwestring 75 (Standort)                                                                              | Friedhofstor                                        | triumpfbogenartiger dreibogiger Torbau aus bossierten Sandsteinquadern, Mittelteil mit Ädikulamotiv, neubarock, 1878 von Heinrich Hase                                                     | D-5-64-000-1407 Wikidata | weitere Bilder |
| Nordwestring 71 (Standort)                                                                              | Leichenhalle                                        | Eingeschossiger Sandsteinquaderbau mit Walmdach, Mittelrisalit und Arkadengang mit Rundbögen, neubarock, 1882–88 von Heinrich Hase                                                         | D-5-64-000-1407 Wikidata | weitere Bilder |
| Nordwestring 71 (Standort)                                                                              | Gefallenendenkmal                                   | Bronzeskulptur der trauernden Noris auf Steinsockel, 1927 von Philipp Kittler | D-5-64-000-1407 Wikidata | weitere Bilder |
| Schnieglinger Straße 147 (Standort)                                                                     | Krematorium mit Trauerhalle                         | Zweigeschossiger Putzbau mit Walmdach, vorgelagert Arkadengang mit überhöhtem Rundbogenportal aus Sandstein, Turmanbau mit Spitzhelm, 1913 von Friedrich Küfner                            | D-5-64-000-1407 Wikidata | weitere Bilder |
| Schnieglinger Straße 73, 145 a, 147, 147 a;, 147 b (Standort)                                           | Brunnen                                             | Mit Rundbecken und mittlerer Brunnensäule, wohl 1920er Jahre | D-5-64-000-1407 Wikidata | weitere Bilder |
| Schnieglinger Straße 71, 73, 75, 77 (Standort)                                                          | Brunnen                                             | Rundbecken mit Pfeilergliederung, Brunnensäule mit Vasenmotiv, Kalkstein, wohl 1920er Jahre                                                                                                | D-5-64-000-1407 Wikidata | weitere Bilder |
| Nordwestring 73 a, 73 b, 79, Schnieglinger Straße 71 (Standort)                                         | Brunnen                                             | Rundbecken mit Verblendung aus bossierten Quadern, wohl 1920er Jahre | D-5-64-000-1407 Wikidata | weitere Bilder |
| Schnieglinger Straße 71, 73 (Standort)                                                                  | Brunnen                                             | Rundbecken mit Verblendung aus bossierten Quadern, wohl 1920er Jahre | D-5-64-000-1407 Wikidata | weitere Bilder |
| Schnieglinger Straße 77 (Standort)                                                                      | Brunnen                                             | Rundbecken mit Schlangenmotiv, Kalkstein, um 1910 | D-5-64-000-1407 Wikidata | weitere Bilder |
| Schnieglinger Straße 77 (Standort)                                                                      | Brunnen                                             | Rundbecken mit Schlangenmotiv, Kalkstein, um 1910 | D-5-64-000-1407 Wikidata | weitere Bilder |
| Schnieglinger Straße 147 b (Standort)                                                                   | Brunnen                                             | Polygonales Becken auf quadratischem Sockel, Kalkstein, wohl 1920er Jahre | D-5-64-000-1407 Wikidata | weitere Bilder |
| Süßheimweg 50 (Standort)                                                                                | Brunnen                                             | Rundbecken mit gegliederter Brunnensäule, wohl 1920er Jahre, Becken später mit roten Bossenquadern verblendet                                                                              | D-5-64-000-1407 Wikidata | weitere Bilder |
| Süßheimweg 50 (Standort)                                                                                | Brunnen                                             | Quadratische konische Brunnenschale auf Sockel, Kunststein, 1925 | D-5-64-000-1407 Wikidata | weitere Bilder |
| Süßheimweg 50 (Standort)                                                                                | Brunnen                                             | Rundbecken, Brunnensäule mit Zeltdachabschluss, Kunststein, 1910 | D-5-64-000-1407 Wikidata | weitere Bilder |
| Süßheimweg 50 (Standort)                                                                                | Brunnen                                             | Ovalbecken, Brunnensäule mit Zeltdachabschluss, Kunststein, 1910 | D-5-64-000-1407 Wikidata | weitere Bilder |
| Schnieglinger Straße 149 b, 151 a, 151 b (Standort)                                                     | Brunnen                                             | Konische Rundschale, Brunnensäule mit Kugelaufsatz und Flöte spielendem Putto, Kalkstein, 1920er Jahre                                                                                     | D-5-64-000-1407 Wikidata | weitere Bilder |
| Schnieglinger Straße 145 a, 147, 147b (Standort)                                                        | Brunnen                                             | Zweiteiliges gestuftes Becken mit flankierender Treppenanlage und seitlichen Ruhebänken, Kunststein, 1911                                                                                  | D-5-64-000-1407 Wikidata | weitere Bilder |
| Schnieglinger Straße 147, 147b (Standort)                                                               | Kriegerdenkmal für die Gefallenen des I. Weltkriegs | Reliefierte Stele mit quadratischem Grundriss auf Stufenpostament, Muschelkalk, 1920er Jahre                                                                                               | D-5-64-000-1407 Wikidata | weitere Bilder |
| Schnieglinger Straße 147 b (Standort)                                                                   | Kolumbarium                                         | Zentralbau mit äußerem Polygon und innerer Rotunde, mit Ringpult- und Zeltdach, 1909 von Friedrich Küfner                                                                                  | D-5-64-000-1407 Wikidata | weitere Bilder |
| (Standort)                                                                                              | Friedhofsmauer                                      | Sandsteinquader mit Gesims und rustizierten Pfeilern, 1878 | D-5-64-000-1407 Wikidata | weitere Bilder |
| Schnieglinger Straße 77 (Standort)                                                                      | Ehrengrabmäler Oertel und Grillenberger             | Künstlicher Fels mit Bronzeplakette sowie stehender Grabstein mit Volutenhalsgiebel und Bronzebüste, Werk- und Kunststein, Anfang 20. Jh.                                                  | D-5-64-000-1407 Wikidata | weitere Bilder |
| Schnieglinger Straße 75, 77 (Standort)                                                                  | Firmengrabmal MAN                                   | Schlichter Quader mit Bronzebeschriftung, zugehörig flache Gedenksteine mit Bronzetafeln, Konrad Roth, bez. 1912                                                                           | D-5-64-000-1407 Wikidata | weitere Bilder |
| Süßheimweg 50 (Standort)                                                                                | Firmengrabmal Staedtler                             | Trauergruppe auf Postament, Kalkstein, bez. 1929 | D-5-64-000-1407 Wikidata | weitere Bilder |
| Süßheimweg 50 (Standort)                                                                                | Firmengrabmal Dyckerhoff u. Widmann                 | Konkave Mauer mit Flankenbekrönungen, erhöhter Mittelteil mit liegender Figur eines Trauernden, darunter Inschriftfeld, Kunststein, nach Süden liegende Grabsteine, bez. 1912              | D-5-64-000-1407 Wikidata | weitere Bilder |

#### Neuer Jüdischer Friedhof
| Lage                                | Objekt                                        | Beschreibung | Akten-Nr.                | Bild           |
| ----------------------------------- | --------------------------------------------- | --- | ------------------------ | -------------- |
| Schnieglinger Straße 155 (Standort) | Neuer Jüdischer Friedhof                      | Angelegt von Emil Hecht, 1906–10, mit Grabsteinen des 20. Jahrhunderts | D-5-64-000-1785 Wikidata | weitere Bilder |
| Schnieglinger Straße 155 (Standort) | Neuer Jüdischer Friedhof: Trauerhalle         | Aus zwei eingeschossigen, verputzten Massivbauten mit Halbwalmdächern, Schleppgauben und Werksteingliederung sowie eingeschossigem Querflügel mit Satteldach und rückseitig polygonalem Treppenturm mit Spitzhelm, nördlicher Flügel mit fünfseitiger Arkadenvorhalle aus Sandsteinmauerwerk und traufseitigem, niedrigen Anbau mit abgewalmten Pultdach, historisierender Jugendstil, Emil Hecht, 1908–10; im Inneren Wandmalereien von Friedrich Adler, gleichzeitig | D-5-64-000-1785 Wikidata | weitere Bilder |
| Schnieglinger Straße 155 (Standort) | Neuer Jüdischer Friedhof: Friedhofsverwaltung | Dreiflügelige Anlage mit Einfriedung um Innenhof, eingeschossige verputzte Massivbauten mit Walm- und Halbwalmdächern, Walmdachgauben und Werksteingliederung, historisierender Jugendstil, 1906–10 von Emil Hecht | D-5-64-000-1785 Wikidata | weitere Bilder |
| Schnieglinger Straße 155 (Standort) | Neuer Jüdischer Friedhof: Zierbrunnen         | Reich ornamentierte Sandsteinstele in Sandsteinbassin, Jugendstil, 1913 von Philipp Kittler | D-5-64-000-1785 Wikidata | weitere Bilder |
| Schnieglinger Straße 155 (Standort) | Neuer Jüdischer Friedhof: Kriegsopferdenkmal  | Dreiteilige Anlage, mittlere Steinstele mit Darstellung des Vogel Greif, zwei steinerne Inschriftentafeln, 1920–1922 von Fritz Landauer | D-5-64-000-1785 Wikidata | weitere Bilder |
| Schnieglinger Straße 155 (Standort) | Neuer Jüdischer Friedhof: Einfriedung         | Verputzte Massivmauer und Toranlagen, Jugendstil, 1906–10 | D-5-64-000-1785 Wikidata | weitere Bilder |

#### Weitere Einzeldenkmale
| Lage                                | Objekt           | Beschreibung | Akten-Nr.                | Bild           |
| ----------------------------------- | ---------------- | --- | ------------------------ | -------------- |
| Bielefelder Straße 45 (Standort)    | Figurengruppe    | Drei überlebensgroße Sandsteinfiguren, tanzende und lyraspielende Frauen und wappenhaltender Putto, um 1905 von Philipp Kittler, ehemals am Kulturvereinsbau am Frauentorgraben | D-5-64-000-212 Wikidata  | weitere Bilder |
| Schnieglinger Straße 102 (Standort) | Arbeiterwohnhaus | Zweigeschossiger traufständiger Mansarddachbau mit Giebelgauben, straßenseitig verputzter Ziegelsteinbau, 1899/1900 erbaut, rückseitig im Erd- und Obergeschoss zwei Gipsreliefs des 1890 enthüllten Eisenbahndenkmals (Entwurf: Heinrich Schwabe, Guss: Christoph Lenz) in Bogennischen eingemauert | D-5-64-000-2352 Wikidata | weitere Bilder |

### Schniegling
| Lage                                     | Objekt                                                      | Beschreibung | Akten-Nr.                | Bild           |
| ---------------------------------------- | ----------------------------------------------------------- | --- | ------------------------ | -------------- |
| Brettergartenstraße 70 (Standort)        | Ehemaliger Dannreuther’scher Herrensitz                     | Zweigeschossiger Sandsteinquaderbau mit Walmdach und zwei hohen Kaminen, 1731–1733 | D-5-64-000-248 Wikidata  | weitere Bilder |
| Brettergartenstraße 70 (Standort)        | Ehemaliger Dannreuther’scher Herrensitz: Wirtschaftsgebäude | Sandsteinquaderbau mit Satteldach, um 1733 | D-5-64-000-248 Wikidata  | weitere Bilder |
| Brettergartenstraße 70 (Standort)        | Ehemaliger Dannreuther’scher Herrensitz: Wirtschaftsgebäude | Sandsteinquaderbauten mit Walmdach, um 1733 | D-5-64-000-248 Wikidata  | weitere Bilder |
| Brettergartenstraße 70 (Standort)        | Ehemaliger Dannreuther’scher Herrensitz: Einfriedung        | Sandsteinquadermauer, um 1733 | D-5-64-000-248 Wikidata  | weitere Bilder |
| Herderstraße 7 (Standort)                | Ehemaliger Verwaltungsbau der Bonbonfabrik Dr. C. Soldan    | Stattlicher, dreigeschossiger Walmdachbau mit Mittelrisalit an der Ostseite, von Hans Feichtinger und Gustav Krieg, bezeichnet „1929“ und „1932“                                                                            | D-5-64-000-3933 Wikidata | weitere Bilder |
| Holsteiner Straße 2a (Standort)          | Schulhaus Schniegling                                       | Zweigeschossiger Sandsteinquaderbau mit verschiefertem Satteldach, Giebelgauben und hölzernem Uhrtürmchen, Mitte oder zweite Hälfte 19. Jahrhundert.                                                                        | D-5-64-000-821 Wikidata  | weitere Bilder |
| Holsteiner Straße 15, 19 (Standort)      | Sogenanntes Soldatenkreuz                                   | Sandsteinkreuz, 17. Jahrhundert | D-5-64-000-249 Wikidata  | weitere Bilder |
| Niederweg 10 (Standort)                  | Wohl ehemaliges Hammerwerk                                  | Zweigeschossiger langgestreckter Sandsteinquaderbau mit Satteldach, südseitig verputzt, modern bezeichnet „1688“ | D-5-64-000-1404 Wikidata | weitere Bilder |
| Pegnitz, Schnieglinger Straße (Standort) | Eisenbahnbrücke über die Pegnitz                            | Fünfbogige Stampfbetonbrücke mit Ovalöffnungen und Konsolgesims, Ausführung Dyckerhoff & Widmann, 1909–10 | D-5-64-000-4866 Wikidata | weitere Bilder |
| Schnieglinger Straße 185/187 (Standort)  | Ehemalige Wohn- und Pflegestätte für Lungenkranke           | Zwei Pavillonbauten mit Verbindungstrakt und Terrasse, zwei- bis dreigeschossiger Eisenbetonbau mit Flachdach, 1929 von Otto Ernst Schweizer, 1959/60 verändert                                                             | D-5-64-000-2353 Wikidata | weitere Bilder |
| Schnieglinger Straße 223 (Standort)      | Fabrikantenvilla                                            | Zweigeschossiger Putzbau mit Mansardwalmdach, Zwerchhaus und Giebelgauben, barockisierender Heimatstil, bezeichnet „1921“, nach Planung von Wilhelm Schemm                                                                  | D-5-64-000-2416 Wikidata | weitere Bilder |
| Nähe Schnieglinger Straße (Standort)     | Gartenhaus                                                  | Gartenhaus (wohl des ehemaligen Serz’schen Herrensitzes), eingeschossiger Sandsteinquaderbau über Kellergeschoss mit Walmdach, 1736                                                                                         | D-5-64-000-2416 Wikidata | weitere Bilder |
| Schnieglinger Straße 225 (Standort)      | Fabrikgebäude                                               | Dreigeschossiger, architektonisch gegliederter Ziegelsteinbau mit Pultdach, 1901 nach Planung von Civil-Baubureau Emil Hecht                                                                                                | D-5-64-000-2413 Wikidata | weitere Bilder |
| Schnieglinger Straße 229 (Standort)      | Ehemaliges Serz’sches Herrenhaus                            | Zweigeschossiger langgezogener Sandsteinquaderbau mit Walmdach, hölzernem Giebeldreieck und Giebelgauben, wohl 1669, Westflügel 1724, 1732 Umbau und Aufstockung                                                            | D-5-64-000-1786 Wikidata | weitere Bilder |
| Schnieglinger Straße 229 (Standort)      | Anbau                                                       | Ehemals mit Geschäftsräumen der ehemaligen Tubenfabrik Schnieglinger Straße 225, zweigeschossiger Satteldachbau mit Zwerchgiebel und Schleppgauben, Sandstein- und Ziegelmauerwerksbau, wohl 1927, Fassade modern verändert | D-5-64-000-1786 Wikidata | weitere Bilder |
| Schnieglinger Straße 233 (Standort)      | Wohnstallhaus                                               | Eingeschossiger Sandsteinquaderbau mit steilem Satteldach und Volutengiebel, bezeichnet „1789“ (Westgiebel) und 1838 (Ostgiebel)                                                                                            | D-5-64-000-1787 Wikidata | weitere Bilder |
| Schnieglinger Straße 244 (Standort)      | Ehemaliges zweites Schnieglinger Schulhaus                  | Zweigeschossiger quergelagerter Walmdachbau, Ziegelsteinbau mit Hausteingliederung, rückwärtiges Zwerchhaus, um 1880/90, Dachgauben modern                                                                                  | D-5-64-000-2355 Wikidata | weitere Bilder |
| Schnieglinger Straße 244 (Standort)      | Einfriedung                                                 | Sandsteinpfeiler und Eisengitterzaun, um 1880/90 | D-5-64-000-2355 Wikidata | weitere Bilder |
| Schnieglinger Straße 249 (Standort)      | Ehemaliger Hörmann’scher Herrensitz                         | Zweigeschossiger Sandsteinquaderbau mit Satteldach, Volutengiebel, Schleppgauben und hohen Kaminen, Obergeschoss und Giebel verputzt, 17./18. Jahrhundert                                                                   | D-5-64-000-1788 Wikidata | weitere Bilder |
| Schnieglinger Straße 249 (Standort)      | Einfriedung                                                 | Verputzte Umfassungsmauer und Sandsteintorpfeiler, wohl 18. Jahrhundert | D-5-64-000-1788 Wikidata | weitere Bilder |
| Schnieglinger Straße 258 (Standort)      | Wohn- und Geschäftshaus                                     | Eingeschossiger Sandsteinquaderbau mit Satteldach, Zwerchgiebel und Giebelgauben, rückseitiger Dachausbau, 19. Jahrhundert, 1909 umgestaltet, Fassade durch Ladeneinbau verändert.                                          | D-5-64-000-1789 Wikidata | weitere Bilder |
| Schnieglinger Straße 333 (Standort)      | Wohn- bzw. Lagerhaus                                        | Ein- bis dreigeschossiger Sandsteinquaderbau mit Satteldach in Hanglage, Mitte 19. Jahrhundert, moderne Giebelgauben und südseitige Balkonanbauten                                                                          | D-5-64-000-1790 Wikidata | weitere Bilder |
| Süßheimweg 100 (Standort)                | Sturmauslassabzweigung des nördlichen Hauptsammelkanals     | Unbewehrter Betonstollen mit verklinktertem Gerinne, Stollenmundportal gegen die Pegnitz, bezeichnet „1908–1910“ | D-5-64-000-2354 Wikidata | weitere Bilder |
| Wahlerstraße 8 (Standort)                | Doppelbauernhof: Wohnhaus                                   | Eingeschossiger verputzter Satteldachbau mit Giebelgauben, mit hofseitigem Zwerchhaus und Fachwerkgiebel | D-5-64-000-2066 Wikidata | weitere Bilder |
| Schnieglinger Straße 237 (Standort)      | Doppelbauernhof: Stallstadel                                | Eingeschossiger Ziegelbau, östlicher Teil mit Sandsteinquadermauerwerk des Vorgängerbaus des 18. Jahrhunderts, Mitte 19. Jahrhundert                                                                                        | D-5-64-000-2066 Wikidata | weitere Bilder |
| Wahlerstraße 12 (Standort)               | Doppelbauernhof: Wohnhaus                                   | Eingeschossiger verputzter Satteldachbau mit Giebelgauben, modern verändert | D-5-64-000-2066 Wikidata | weitere Bilder |
| Nähe Wahlerstraße (Standort)             | Doppelbauernhof: Stallstadel                                | Kleiner, eingeschossiger Sandsteinquaderbau mit Satteldach, bezeichnet „1832“ | D-5-64-000-2066 Wikidata | weitere Bilder |
| Schnieglinger Straße 237 (Standort)      | Doppelbauernhof: Hofmauer                                   | Zum Teil verputztes Sandsteinmauerwerk, und Sandsteintorpfeiler, 18. Jahrhundert | D-5-64-000-2066 Wikidata | weitere Bilder |
| Weihergartenstraße 8 (Standort)          | Ehemaliges Wohnstallhaus                                    | Eingeschossiger Satteldachbau mit Zwerchhaus und Schopfwalm im Norden, dendrochronologisch datiert 1646/47 | D-5-64-000-4312 Wikidata | weitere Bilder |
| Weihergartenstraße 8 (Standort)          | Einfriedung                                                 | Sandsteinmauer mit Torpfeilern, 18./19. Jahrhundert | D-5-64-000-4312 Wikidata | weitere Bilder |
| Weihergartenstraße 9 (Standort)          | Wohnstallhaus                                               | Eingeschossiger Putzbau mit Satteldach, freiliegendem Fachwerkgiebel und Schleppgauben, 18./19. Jahrhundert | D-5-64-000-2090 Wikidata | weitere Bilder |

### Wetzendorf
| Lage                                        | Objekt                | Beschreibung | Akten-Nr.                | Bild           |
| ------------------------------------------- | --------------------- | --- | ------------------------ | -------------- |
| Alte Parlerstraße 7 (Standort)              | Bauernhaus            | Eingeschossiger verputzter Satteldachbau mit Schleppgauben und freiliegendem Fachwerk-Ostgiebel, 18. Jahrhundert                                     | D-5-64-000-1499 Wikidata | weitere Bilder |
| Frauentaler Weg/Marktäckerstraße (Standort) | Sogenannte Pestmarter | Sandsteinpfeiler, moderne Kopie eines Originals von 1518 (ehemals bezeichnet)                                                                        | D-5-64-000-1269 Wikidata | weitere Bilder |
| Frauentaler Weg 47 (Standort)               | Bauernhaus            | Eingeschossiger Sandsteinquaderbau mit Satteldach und Schleppgauben, im Kern Mitte 19. Jahrhundert                                                   | D-5-64-000-494 Wikidata  | weitere Bilder |
| Frauentaler Weg 47 (Standort)               | Stallbau              | Eingeschossiger Sandsteinquaderbau mit Satteldach, zum Teil verputzt, bezeichnet „1796“                                                              | D-5-64-000-494 Wikidata  | weitere Bilder |
| Nordwestring 131 (Standort)                 | Villa                 | zweigeschossiger, verputzter Walmdachbau auf L-förmiger Grundlinie, historisierend, von Hans Müller, 1914                                            | D-5-64-000-2032 Wikidata | weitere Bilder |
| Wetzendorfer Straße 239 (Standort)          | Wohnstallhaus         | Eingeschossiger Satteldachbau, traufseitig verputzter Sandsteinquaderbau, erste Hälfte 19. Jahrhundert, zweigeschossiges Fachwerk-Zwerchhaus um 1900 | D-5-64-000-2130 Wikidata | weitere Bilder |
| Wetzendorfer Straße 252 (Standort)          | Wohnstallhaus         | Eingeschossiger Sandsteinquaderbau mit Satteldach, bezeichnet „1815“, zweigeschossiges Fachwerk-Zwerchhaus um 1900                                   | D-5-64-000-2133 Wikidata | weitere Bilder |
| Wetzendorfer Straße 266 (Standort)          | Wohnstallhaus         | Eingeschossiger Sandsteinquaderbau mit Satteldach und Schleppgauben, traufseitig verputzt, bezeichnet „1857“                                         | D-5-64-000-2134          | weitere Bilder |
| Wetzendorfer Straße 266 (Standort)          | Toreinfahrt           | Zwei Sandsteinpfeiler, wohl zweite Hälfte 19. Jahrhundert                                                                                            | D-5-64-000-2134 Wikidata | weitere Bilder |
| Wetzendorfer Straße 274 (Standort)          | Wohnhaus              | Eingeschossiger Sandsteinquaderbau mit Satteldach, bezeichnet „1801“, 1930 teilweise erneuert                                                        | D-5-64-000-2135 Wikidata | weitere Bilder |

### Buch
| Lage                              | Objekt                                                   | Beschreibung | Akten-Nr.                | Bild           |
| --------------------------------- | -------------------------------------------------------- | --- | ------------------------ | -------------- |
| Baststraße 1 (Standort)           | Ehemaliges Wohnstallhaus                                 | Erdgeschossiger Satteldachbau mit Fachwerkgiebel, bezeichnet 1750, 1950 erweitert | D-5-64-000-146 Wikidata  | weitere Bilder |
| Baststraße (Standort)             | Hofmauer                                                 | profilierte, bezeichnet „1724“, „1863“ und „1949“ | D-5-64-000-146 Wikidata  | BW             |
| Baststraße 3 (Standort)           | Bauernhof: Wohnhaus                                      | Eingeschossiger verputzter Massivbau mit Satteldach, erste Hälfte 19. Jahrhundert, Giebel- und Schleppgauben modern                                                                                   | D-5-64-000-147 Wikidata  | weitere Bilder |
| Baststraße 3 (Standort)           | Bauernhof: Schupfen                                      | Offener eingeschossiger Holzbau, erste Hälfte 19. Jahrhundert | D-5-64-000-147 Wikidata  | weitere Bilder |
| Baststraße 3 (Standort)           | Bauernhof: Scheune                                       | Eingeschossiger Sandsteinquaderbau mit Satteldach, erste Hälfte 19. Jahrhundert | D-5-64-000-147 Wikidata  | weitere Bilder |
| Baststraße 3 (Standort)           | Bauernhof: Hofhaus                                       | Eingeschossiger Sandsteinquaderbau mit Satteldach, bezeichnet „1818“ | D-5-64-000-147 Wikidata  | weitere Bilder |
| Baststraße 4 (Standort)           | Wohnstallhaus                                            | Eingeschossiger Sandsteinquaderbau mit Satteldach, bezeichnet „1853“, Schleppgauben modern | D-5-64-000-148 Wikidata  | weitere Bilder |
| Baststraße 20 (Standort)          | Hofanlage: Wohnstallhaus                                 | Zweigeschossiger Satteldachbau, Erdgeschoss Sandsteinquadermauerwerk, Obergeschoss verputzt, 18./19. Jahrhundert                                                                                      | D-5-64-000-149 Wikidata  | weitere Bilder |
| Baststraße 20 (Standort)          | Hofanlage: Scheune                                       | Eingeschossiger Sandsteinquaderbau mit Satteldach und holzverschaltem Giebel, 18./19. Jahrhundert | D-5-64-000-149 Wikidata  | weitere Bilder |
| Baststraße 22 (Standort)          | Hofanlage: Einfriedung                                   | Sandstein-Torpfeiler und Sandsteinquadermauer, 18./19. Jahrhundert | D-5-64-000-149 Wikidata  | weitere Bilder |
| Baststraße 21 (Standort)          | Bauernhof: südliches Nebengebäude                        | Eingeschossiger Fachwerkbau mit Satteldach, 18. Jahrhundert | D-5-64-000-150 Wikidata  | weitere Bilder |
| Baststraße 21 (Standort)          | Bauernhof: nördliches Nebengebäude                       | Eingeschossiger Fachwerkbau mit Greddach, 18. Jahrhundert | D-5-64-000-150 Wikidata  | weitere Bilder |
| Baststraße 21 (Standort)          | Bauernhof: Einfriedung                                   | Profilierte Sandstein-Torpfeiler mit Kugelaufsatz, bezeichnet „1788“, und Hausgartenmauer aus Sandsteinmauerwerk, zum Teil verputzt, bezeichnet „1747“                                                | D-5-64-000-150 Wikidata  | weitere Bilder |
| Baststraße 28 (Standort)          | Wohnstallhaus                                            | Eingeschossiger Satteldachbau mit Aufzugswalm und Schleppgauben, Sandsteinquaderbau mit Fachwerkgiebel, 18. Jahrhundert                                                                               | D-5-64-000-151 Wikidata  | weitere Bilder |
| Baststraße 29 (Standort)          | Wohnstallhaus                                            | Eingeschossiger verputzter Massivbau mit Satteldach, erste Hälfte 19. Jahrhundert | D-5-64-000-152 Wikidata  | weitere Bilder |
| Bucher Hauptstraße (Standort)     | Sogenannte Kunigundenmarter                              | Gemauerter Bildstock aus Sandsteinquadern, um 1400 | D-5-64-000-263 Wikidata  | weitere Bilder |
| Bucher Hauptstraße (Standort)     | Brücke                                                   | Einbogige Sandsteinbrücke mit Sandstein-Brüstung, zum Teil verputzt, erste Hälfte 19. Jahrhundert | D-5-64-000-264 Wikidata  | weitere Bilder |
| Bucher Hauptstraße 35 (Standort)  | Ehemalige Tankstelle                                     | Tankwarthaus, erdgeschossiger Pavillon über polygonaler Grundlinie, mit flach geneigter Glasfront und Flugdach, Heinz Meier, 1959–60                                                                  | D-5-64-000-4867 Wikidata | BW             |
| Bucher Hauptstraße 55 (Standort)  | Direktorenvilla                                          | Zweigeschossiger Sandsteinquaderbau mit Satteldach, rückseitiger Sichtziegel-Anbau mit Treppengiebel, bezeichnet „1855“, ehemaliges Wohnhaus von Johann Michael Bast                                  | D-5-64-000-265 Wikidata  | weitere Bilder |
| Bucher Hauptstraße 55 (Standort)  | Sogenannter Magazinbau                                   | Zweigeschossiger Sichtziegelbau mit Mansarddach und Giebelgauben, um 1890, mit Kantineneinbau von 1934 durch Architekt Hans Müller                                                                    | D-5-64-000-265 Wikidata  | weitere Bilder |
| Bucher Hauptstraße 53 (Standort)  | Kesselhaus                                               | Hoher, hallenartiger Sichtziegelsteinbau mit Flachsatteldach in Eisenfachwerk-Konstruktion und turmartigen Aufbau mit Walmdach, Hans Müller, 1935                                                     | D-5-64-000-265           | BW             |
| Bucher Hauptstraße 53 (Standort)  | Werkstatt und Schmiede                                   | Eingeschossiger, verputzter Massivbau mit Pultdach und Gesimsgliederung, Hans Müller, 1936; Teil des Werksgeländes Deutsche Hefewerke, ehem. Bast AG                                                  | D-5-64-000-265           | BW             |
| Bucher Hauptstraße 62 (Standort)  | Wohnstallhaus                                            | zweigeschossiger, giebelständiger Frackdachbau mit Eckpilastern und Gurtgesims, zum Teil Fachwerk, zum Teil Sandsteinquadermauerwerk, neu errichtet 1706/08, Umbauten 2. Hälfte 18. Jh. und bez. 1811 | D-5-64-000-4858          | BW             |
| Bucher Hauptstraße 63 (Standort)  | Ehemaliges Gasthaus Goldener Adler, jetzt Gasthof Bammes | Zweigeschossiger verputzter Massivbau mit Satteldach, Schleppgauben und östlichem Fachwerkgiebel, 18./19. Jahrhundert                                                                                 | D-5-64-000-266 Wikidata  | weitere Bilder |
| Bucher Hauptstraße 64 (Standort)  | Wohnhaus                                                 | Eingeschossiges Kleinhaus, verputzter Traufseitbau mit Satteldach, 18./19. Jahrhundert | D-5-64-000-267 Wikidata  | weitere Bilder |
| Bucher Hauptstraße 68 (Standort)  | Kleinbauernhaus                                          | Eingeschossiger Satteldachbau mit Sandsteingiebel, Geburtshaus des Malers Johann Sperl (1840–1914), Anfang 19. Jahrhundert                                                                            | D-5-64-000-268 Wikidata  | weitere Bilder |
| Bucher Hauptstraße 68 (Standort)  | Einfriedung                                              | Sandsteinquadermauer, 19. Jahrhundert | D-5-64-000-268 Wikidata  | weitere Bilder |
| Bucher Hauptstraße 78 (Standort)  | Wohnhaus                                                 | Eingeschossiges Kleinhaus, Sandsteinquaderbau mit Satteldach, bezeichnet „1826“ | D-5-64-000-269 Wikidata  | weitere Bilder |
| Bucher Hauptstraße 89 (Standort)  | Wohnstallhaus                                            | Eingeschossiger verputzter Satteldachbau mit Schleppgauben und freiliegendem Fachwerkgiebel, bezeichnet 1769                                                                                          | D-5-64-000-270 Wikidata  | weitere Bilder |
| Bucher Hauptstraße 89 (Standort)  | Hofmauer                                                 | Profilierte verputzte Sandsteinmauer, 18. Jahrhundert | D-5-64-000-270 Wikidata  | BW             |
| Bucher Hauptstraße 102 (Standort) | Wohnstallhaus                                            | Eingeschossiger verputzter Massivbau mit Satteldach, Schleppgauben und östlichem Fachwerkgiebel, im Kern Fachwerkbau des 18. Jahrhunderts                                                             | D-5-64-000-271 Wikidata  | weitere Bilder |
| Bucher Hauptstraße 102 (Standort) | Hoftor                                                   | Profilierte Sandsteintorpfeiler, wohl 18. Jahrhundert | D-5-64-000-271 Wikidata  | weitere Bilder |
| Bucher Hauptstraße 112 (Standort) | Ehemaliges Gasthaus Zum goldnen Stern                    | Zweigeschossiger Satteldachbau mit Aufzugswalm und Fledermausgauben, Erdgeschoss verputztes Sandsteinmauerwerk, Obergeschoss verputztes Fachwerk, 17. Jahrhundert, bezeichnet „1647“                  | D-5-64-000-273 Wikidata  | weitere Bilder |
| Bucher Hauptstraße 112 (Standort) | Scheune                                                  | Eingeschossiger Sandsteinquaderbau mit Satteldach, bezeichnet „1870“ | D-5-64-000-273 Wikidata  | weitere Bilder |

### Höfles
| Lage                               | Objekt                                             | Beschreibung                                                                                              | Akten-Nr.               | Bild           |
| ---------------------------------- | -------------------------------------------------- | --- | ----------------------- | -------------- |
| Höfleser Hauptstraße 61 (Standort) | Ehemaliges Gasthaus                                | Eingeschossiger langgestreckter Putzbau mit Mansardhalbwalmdach und Giebelgauben, im Kern 18. Jahrhundert | D-5-64-000-805 Wikidata | weitere Bilder |
| Höfleser Hauptstraße 66 (Standort) | Bauernhaus                                         | Eingeschossiger Putzbau mit Satteldach und Giebelgauben, verputzter Fachwerkgiebel, 18./19. Jahrhundert   | D-5-64-000-807 Wikidata | weitere Bilder |
| Höfleser Hauptstraße 74 (Standort) | Ehemaliger Herrensitz, heute Gasthaus Altes Schloß | Zweigeschossiger Sandsteinquaderbau mit Satteldach, Schleppgauben und Volutengiebel, 1762                 | D-5-64-000-808 Wikidata | weitere Bilder |
| Höfleser Hauptstraße 74 (Standort) | Toreinfahrt des ehemaligen Herrensitzes            | Bossierte Sandsteinpfeiler mit Kugelbekrönung, um 1762                                                    | D-5-64-000-808          | weitere Bilder |
| Höfleser Hauptstraße 82 (Standort) | Grundstücksummauerung                              | Sandsteinquadermauer mit profilierten Decksteinen und Torpfeiler, wohl um „1595“ (bezeichnet).            | D-5-64-000-809 Wikidata | weitere Bilder |

### Schnepfenreuth
| Lage                                       | Objekt                   | Beschreibung | Akten-Nr.                | Bild           |
| ------------------------------------------ | ------------------------ | --- | ------------------------ | -------------- |
| Georg-Höfler-Weg (Standort)                | Sogenannter Blauer Stein | Ruhestein | D-5-64-000-143 Wikidata  | weitere Bilder |
| Schnepfenreuther Hauptstraße 65 (Standort) | Wohnstallhaus            | Eingeschossiger Satteldachbau mit Giebelgauben, Erdgeschoss massiv verputzt, Volutengiebel aus Sandsteinquadermauerwerk, bezeichnet „1803“                                                                         | D-5-64-000-1777 Wikidata | weitere Bilder |
| Schnepfenreuther Hauptstraße 69 (Standort) | Bauernhaus               | Eingeschossiger Satteldachbau mit Sichtfachwerkgiebel, Erdgeschoss massiv verputzt, im Kern Fachwerk 17. Jahrhundert, vorkragende Traufe, 18./19. Jahrhundert, moderner Dachausbau mit Giebelgauben und Zwerchhaus | D-5-64-000-1779 Wikidata | weitere Bilder |
| Schnepfenreuther Hauptstraße 75 (Standort) | Wohnstallhaus            | Eingeschossiger Fachwerkbau mit Satteldach, 18./19. Jahrhundert, Dach- und Stallausbau modern | D-5-64-000-1781 Wikidata | weitere Bilder |
| Schnepfenreuther Hauptstraße 75 (Standort) | Scheune                  | Eingeschossiger Sandsteinquaderbau mit Satteldach, 18./19. Jahrhundert | D-5-64-000-1781 Wikidata | weitere Bilder |
| Schnepfenreuther Hauptstraße 78 (Standort) | Doppelhof: Bauernhaus    | Eingeschossiger Sandsteinquaderbau mit Satteldach, Schleppgauben und Volutengiebel, 1722/23 (dendrochronologisch datiert), bezeichnet „1734“                                                                       | D-5-64-000-1780 Wikidata | weitere Bilder |
| Schnepfenreuther Hauptstraße 78 (Standort) | Doppelhof: Nebengebäude  | Kleiner eingeschossiger Sandsteinquaderbau mit Satteldach, 18./19. Jahrhundert | D-5-64-000-1780 Wikidata | weitere Bilder |
| Schnepfenreuther Hauptstraße 78 (Standort) | Doppelhof: Scheune       | Eingeschossiger Satteldachbau, südliche Giebelwand aus Sandsteinquadermauerwerk, 18./19. Jahrhundert | D-5-64-000-1780 Wikidata | weitere Bilder |
| Schnepfenreuther Hauptstraße 81 (Standort) | Feuerwehrgerätehäuschen  | Eingeschossiger Sandsteinquaderbau mit Walmdach, frühes 19. Jahrhundert, Uhrtürmchen erneuert | D-5-64-000-606 Wikidata  | weitere Bilder |
| Schnepfenreuther Hauptstraße 82 (Standort) | Wohnstallhaus            | Eingeschossiger Sandsteinquaderbau mit Satteldach und Giebelgauben, bezeichnet „1896“ | D-5-64-000-1782 Wikidata | weitere Bilder |

### Thon
| Lage                               | Objekt                                 | Beschreibung | Akten-Nr.                | Bild           |
| ---------------------------------- | -------------------------------------- | --- | ------------------------ | -------------- |
| Äußere Bucher Straße 15 (Standort) | Fachwerkgiebel                         | 18. Jahrhundert; an Wohnhaus | D-5-64-000-34 Wikidata   | weitere Bilder |
| Äußere Bucher Straße 17 (Standort) | Wohnstallhaus                          | Eingeschossiger giebelständiger Satteldachbau mit Giebel- und Schleppdachgaube, langgestreckter verputzter Bau, erstes Viertel 19. Jahrhundert                                                                                                   | D-5-64-000-35 Wikidata   | weitere Bilder |
| Äußere Bucher Straße 17 (Standort) | Reste der Einfriedung                  | Torpfeiler und Mauerrest, massiv verputzt, wohl erstes Viertel 19. Jahrhundert | D-5-64-000-35 Wikidata   | weitere Bilder |
| Äußere Bucher Straße 27 (Standort) | Gasthaus Zu den zwei goldenen Hirschen | Zweigeschossiger Walmdachbau mit Schlepp- und Walmdachgaube, Erdgeschoss Sandsteinquadermauerwerk, Obergeschoss verputzt, erste Hälfte 19. Jahrhundert                                                                                           | D-5-64-000-36 Wikidata   | weitere Bilder |
| Äußere Bucher Straße 31 (Standort) | Wohnhaus                               | Eingeschossiger freistehender Sandsteinquaderbau mit Satteldach, bezeichnet „1755“, wohl späterer Dachausbau durch zwei verputzte Zwerchgiebel mit zwischenliegendem Schleppdacherker                                                            | D-5-64-000-37 Wikidata   | weitere Bilder |
| Äußere Bucher Straße 31 (Standort) | Einfriedung                            | Torpfeiler und Mauerabschnitt aus Sandsteinquadermauerwerk, zum Teil verputzt, wohl um 1755 | D-5-64-000-37 Wikidata   | weitere Bilder |
| Kleinreuther Weg 87 (Standort)     | Ehemalige Möbelfabrik Theodor Prasser  | Breitgelagerter dreigeschossiger Flachdachbau mit dreiachsig überhöhtem Mittelteil und pyramidalem Dachstumpf, barockisierender Industriebau aus Eisenbeton, gegliederte Putzfassade mit Spätjugendstildekor, 1909/10 von Architekt Hermann Zürn | D-5-64-000-2467 Wikidata | weitere Bilder |

### Kleinreuth hinter der Veste
| Lage                        | Objekt                           | Beschreibung | Akten-Nr.                | Bild           |
| --------------------------- | -------------------------------- | --- | ------------------------ | -------------- |
| Gallostraße 3 (Standort)    | Waschhaus                        | Eingeschossiger, verputzter Ziegelsteinbau mit Walmdach und Putzgliederung, neubarock, Konrad Biller, 1901 | D-5-64-000-4920          | weitere Bilder |
| Gallostraße 5 (Standort)    | Wohnhaus                         | Zweigeschossiger, verputzter Massivbau mit im Westen abgewalmten Mansardfrackdach, Zwerchhaus mit Mansardgiebeldach, dreiseitigem Obergeschosserker und Seitenrisalit mit Mansardhalbwalmdach, barockisierender Heimatstil, von Konrad Biller, 1912 | D-5-64-000-4810          | weitere Bilder |
| Mittelstraße 6 (Standort)   | Wohnhaus                         | Eingeschossiger giebelständiger Satteldachbau mit Giebeldacherkern, Erdgeschoss verputzt, dreigeschossiger Sichtfachwerk-Giebel, im Kern 18. Jahrhundert                                                                                            | D-5-64-000-1326 Wikidata | weitere Bilder |
| Mittelstraße 6 (Standort)   | Scheune                          | Mit Krüppelwalm, 18. Jahrhundert; nicht im Bayerischen Denkmalaltas kartiert | D-5-64-000-1326          | BW             |
| Mittelstraße 24 (Standort)  | Ehemalige Bauernhofanlage        | Zugehörig Scheune, eingeschossiger freistehender Sandsteinquaderbau mit Satteldach, Mitte 19. Jahrhundert | D-5-64-000-1330 Wikidata | weitere Bilder |
| Mittelstraße 24 (Standort)  | Reste der ehemaligen Einfriedung | zwei Torpfeiler aus Sandsteinquadermauerwerk, wohl Mitte 19. Jahrhundert | D-5-64-000-1330 Wikidata | weitere Bilder |
| Mittelstraße 37 (Standort)  | Wohnhaus                         | Eingeschossiger giebelständiger Satteldachbau mit Giebel- und Schleppdachgauben, Fachwerkbau, seitlich verputzt, Giebelfassade Sichtfachwerk, 18. Jahrhundert                                                                                       | D-5-64-000-1331 Wikidata | weitere Bilder |
| Mittelstraße 38 (Standort)  | Wohnhaus                         | Eingeschossiger Traufseitbau mit Satteldach und Schleppdachgaube, verputzt, 18./19. Jahrhundert | D-5-64-000-1332 Wikidata | weitere Bilder |
| Mittelstraße 38 (Standort)  | Scheune                          | Eingeschossiger Satteldachbau, verputzt, 18./19. Jahrhundert | D-5-64-000-1332 Wikidata | weitere Bilder |
| Mittelstraße 40 (Standort)  | Wohnhaus                         | Eingeschossiger freistehender Traufseitbau mit Satteldach und Schleppdachgaube, westliche Haushälfte verputzt, östliche Haushälfte Sichtfachwerk, 18. Jahrhundert                                                                                   | D-5-64-000-1333 Wikidata | weitere Bilder |
| Mittelstraße 63 (Standort)  | Wohnhaus                         | Eingeschossiger giebelständiger Satteldachbau, Sandsteinquaderbau mit Volutengiebel, im Kern 18. Jahrhundert historisierende Veränderung bezeichnet „1888“, Zwerchhausanbau und Schleppdachgauben letztes Viertel 20. Jahrhundert.                  | D-5-64-000-1337 Wikidata | weitere Bilder |
| Mittelstraße 63a (Standort) | Nebengebäude                     | Zweigeschossiger giebelständiger Satteldachbau, historisierender Sichtziegelbau mit Ecklisenen und Fenstergewänden aus Sandstein, spätes 19. Jahrhundert                                                                                            | D-5-64-000-1337 Wikidata | weitere Bilder |

### Almoshof
| Lage                                    | Objekt                                                                       | Beschreibung | Akten-Nr.                | Bild           |
| --------------------------------------- | ---------------------------------------------------------------------------- | --- | ------------------------ | -------------- |
| Almoshofer Hauptstraße 51 (Standort)    | Holzschuher-Schlösschen                                                      | Ehemaliger Herrensitz, zweigeschossiger Dreiflügelbau mit Satteldächern und Giebelgauben, Sandsteinquaderbau mit Volutengiebeln, 1692/93 an Stelle des 1552 zerstörten Vorgängerbaus wiederaufgebaut | D-5-64-000-68 Wikidata   | weitere Bilder |
| Almoshofer Hauptstraße 49 (Standort)    | Nordöstliches Nebengebäude des Holzschuher-Schlösschens                      | Eingeschossiger Sandsteinquaderbau mit einseitig abgewalmtem Satteldach, 17. Jahrhundert | D-5-64-000-68 Wikidata   | weitere Bilder |
| Almoshofer Hauptstraße 51a (Standort)   | Östliches Nebengebäude des Holzschuher-Schlösschens                          | Eingeschossiger Sandsteinquaderbau mit einseitig abgewalmtem Satteldach, 17. Jahrhundert | D-5-64-000-68 Wikidata   | weitere Bilder |
| Almoshofer Hauptstraße 51b (Standort)   | Westliches Nebengebäude des Holzschuher-Schlösschens                         | Eingeschossiger Sandsteinquaderbau mit einseitig abgewalmtem Satteldach, 17. Jahrhundert | D-5-64-000-68 Wikidata   | weitere Bilder |
| Almoshofer Hauptstraße 53 (Standort)    | Nordwestliches Nebengebäude des Holzschuher-Schlösschens                     | Eingeschossiger Sandsteinquaderbau mit einseitig abgewalmtem Satteldach, 17. Jahrhundert | D-5-64-000-68 Wikidata   | weitere Bilder |
| Almoshofer Hauptstraße 49-51 (Standort) | Hofeinfriedung des Holzschuher-Schlösschens                                  | Ziegelsteinmauer, zum Teil erneuert, korbbogiges Sandsteinportal mit Bekrönung, südseitig Sandsteinpfeiler mit Eisentoren, 17. Jahrhundert                                                           | D-5-64-000-68 Wikidata   | weitere Bilder |
| Almoshofer Hauptstraße 62 (Standort)    | Gasthaus „Schwarzer Adler“                                                   | Zweigeschossiger giebelständiger Satteldachbau mit Aufzugswalm, Erdgeschoss massiv verputzt, Obergeschoss Fachwerk verputzt, im Kern um 1600, bezeichnet „1615“, Umbau im 18. Jahrhundert            | D-5-64-000-69 Wikidata   | weitere Bilder |
| Almoshofer Hauptstraße 77 (Standort)    | Ehemaliges Schulhaus                                                         | Zweigeschossiger Sandsteinquaderbau mit Walmdach und Schleppgauben, Mitte 19. Jahrhundert, „1924“ erneuert (bezeichnet)                                                                              | D-5-64-000-71 Wikidata   | weitere Bilder |
| Almoshofer Hauptstraße 93 (Standort)    | Ehemaliges Wohnstallhaus                                                     | Erdgeschossiger, verputzter Fachwerkbau mit Satteldach, im Kern 17./18. Jahrhundert Schuppen | D-5-64-000-72 Wikidata   | weitere Bilder |
| Almoshofer Hauptstraße 93 (Standort)    | Schuppen                                                                     | Schuppen | D-5-64-000-72 Wikidata   | weitere Bilder |
| Irrhainstraße 12a (Standort)            | Scheune des ehemaligen Imhoff’schen Herrensitzes                             | Eingeschossiger Fachwerkbau mit Halbwalmdach, wohl 17. Jahrhundert | D-5-64-000-880 Wikidata  | weitere Bilder |
| Irrhainstraße 12a (Standort)            | Ehemaliges Voithaus des ehemaligen Imhoff’schen Herrensitzes                 | Eingeschossiger langgestreckter Putzbau mit Satteldach, 18./19. Jahrhundert | D-5-64-000-880 Wikidata  | weitere Bilder |
| Irrhainstraße 12a (Standort)            | Umfassungsmauer des ehemaligen Imhoff’schen Herrensitzes                     | Verputztes Sandsteinmauerwerk, rundbogiges Einfahrtstor mit Wappen, 17./18. Jahrhundert | D-5-64-000-880 Wikidata  | weitere Bilder |
| Irrhainstraße 19 (Standort)             | Zinnenmauer des ehemaligen Praun’schen Herrensitzes                          | Angelehnt kleines Wohnhaus, 18. Jahrhundert | D-5-64-000-882 Wikidata  | weitere Bilder |
| Irrhainstraße 23 (Standort)             | Wohnhaus, sogenanntes Kellerhäuschen des ehemaligen Praun’schen Herrensitzes | Zweigeschossiger verputzter Sandsteinbau mit Satteldach, bezeichnet „1768“, moderne Fassadenveränderungen                                                                                            | D-5-64-000-883 Wikidata  | weitere Bilder |
| Irrhainstraße 25 (Standort)             | Ehemaliges Voithaus des ehemaligen Praun’schen Herrensitzes                  | Eingeschossiger verputzter Sandsteinbau mit Satteldach, Giebelgauben und Schopfwalm, 18. Jahrhundert                                                                                                 | D-5-64-000-884 Wikidata  | weitere Bilder |
| Irrhainstraße 27 (Standort)             | Wohnhaus                                                                     | Eingeschossiger Sandsteinquaderbau mit Satteldach und Giebelgauben, bezeichnet „1826“ und „1928“ | D-5-64-000-886 Wikidata  | weitere Bilder |
| Sylter Straße (Standort)                | Sogenannte Praun’sche Säule, auch „Das Steinhaus“                            | Bildstock, spätgotische Sandsteinsäule mit Kreuzigungs- und Grablegungsdarstellung, spätmittelalterlich                                                                                              | D-5-64-000-1931 Wikidata | weitere Bilder |

### Lohe
| Lage                             | Objekt                     | Beschreibung | Akten-Nr.                | Bild           |
| -------------------------------- | -------------------------- | --- | ------------------------ | -------------- |
| Kriegerlindenstraße (Standort)   | Kriegerdenkmal             | Historisierende Steinsäule mit Reliefdarstellung des Heiligen Georg, nach 1918 | D-5-64-000-2759 Wikidata | weitere Bilder |
| Kriegerlindenstraße 1 (Standort) | Bauernhaus                 | Eingeschossiger Satteldachbau, trauf- und nordseitig verputzter Massivbau mit Südfassade aus Sandsteinquadermauerwerk, bezeichnet „1757“, Erneuerung bezeichnet „1934“                                  | D-5-64-000-1148 Wikidata | weitere Bilder |
| Loher Hauptstraße 100 (Standort) | Wohnhaus                   | Eingeschossiger Sandsteinquaderbau mit Satteldach und Giebelgauben, bezeichnet „1866“ | D-5-64-000-1212 Wikidata | weitere Bilder |
| Loher Hauptstraße 100 (Standort) | Nebengebäude mit Backofen  | Eingeschossiger Sandsteinquaderbau mit Satteldach, 19. Jahrhundert | D-5-64-000-1212 Wikidata | weitere Bilder |
| Loher Hauptstraße 102 (Standort) | Wohnhaus                   | Eingeschossiger Putzbau mit Satteldach, im Kern Fachwerk, wohl erste Hälfte 19. Jahrhundert, Schleppgauben modern                                                                                       | D-5-64-000-1213 Wikidata | weitere Bilder |
| Loher Hauptstraße 102 (Standort) | Kleintierstall             | Eingeschossiger Putzbau mit Satteldach, 19. Jahrhundert | D-5-64-000-1213 Wikidata | weitere Bilder |
| Loher Hauptstraße 104 (Standort) | Wohnstallhaus              | Eingeschossiger Satteldachbau mit Schleppgauben, südliches und südöstliches Erdgeschoss Sandsteinquadermauerwerk, im Übrigen Sichtfachwerk, bezeichnet „1725“                                           | D-5-64-000-1214 Wikidata | weitere Bilder |
| Loher Hauptstraße 128 (Standort) | Kleinbauernhaus            | Eingeschossiger Sandsteinquaderbau mit Satteldach, östliche Traufseite verputzt, erste Hälfte 19. Jahrhundert                                                                                           | D-5-64-000-1215 Wikidata | weitere Bilder |
| Lohestraße 227 (Standort)        | Bauernhof: Wohnhaus        | Eingeschossiger giebelständiger Satteldachbau mit Giebel- und Schleppgauben sowie Aufzugswalm, Sandsteinquaderbau mit Sichtfachwerkgiebel, traufseitig verputzt, 18./19. Jahrhundert, bezeichnet „1755“ | D-5-64-000-1216 Wikidata | weitere Bilder |
| Lohestraße 227 (Standort)        | Bauernhof: Fachwerkscheune | 1871, mit Schupfenanbau von 1879 | D-5-64-000-1216 Wikidata | weitere Bilder |
| Lohestraße 227 (Standort)        | Bauernhof: Hofmauer        | Verputzte Sandsteinmauer mit zweiflügeligem Eisengittertor, 18./19. Jahrhundert | D-5-64-000-1216 Wikidata | weitere Bilder |

### Kraftshof
| Lage                                     | Objekt                                                     | Beschreibung | Akten-Nr.                          | Bild           |
| ---------------------------------------- | ---------------------------------------------------------- | --- | ---------------------------------- | -------------- |
| Glaserstraße 15 (Standort)               | Bauernhaus                                                 | Eingeschossiger Sandsteinquaderbau mit Satteldach und Giebelgauben, bezeichnet „1770“ | D-5-64-000-621 Wikidata            | weitere Bilder |
| Glaserstraße 15 (Standort)               | Scheune                                                    | Eingeschossiger verbretterter Satteldachbau, 18./19. Jahrhundert | D-5-64-000-621 Wikidata            | weitere Bilder |
| Glaserstraße 15 (Standort)               | Schupfen                                                   | Schmaler offener Holz- und Massivbau mit Frackdach, 18./19. Jahrhundert | D-5-64-000-621 Wikidata            | weitere Bilder |
| Glaserstraße 36 (Standort)               | Ehemaliges Wohnstallhaus                                   | Eingeschossiger verputzter Massivbau mit Satteldach, nach 1864/65 (dendrochronologisch datiert), Giebelgauben modern | D-5-64-000-2385 Wikidata           | weitere Bilder |
| Kraftshofer Hauptstraße (Standort)       | Sogenanntes Zigeunergrab, auch „Bucher Marter“             | Martersäule, Rest einer reich ornamentierten Sandsteinsäule, 16. bis 18. Jahrhundert | D-5-64-000-1127 Wikidata           | weitere Bilder |
| Kraftshofer Hauptstraße 152 (Standort)   | Ehemaliges Wohnstallhaus                                   | Eingeschossiger Sandsteinquaderbau mit Satteldach und vorkragender Traufe, bezeichnet „1825“, Schleppgauben modern | D-5-64-000-1104 Wikidata           | weitere Bilder |
| Kraftshofer Hauptstraße 156 (Standort)   | Bauernhof: Wohnstallhaus                                   | Eingeschossiger Sandsteinquaderbau mit Satteldach und Volutengiebel, bezeichnet „1737“ | D-5-64-000-1105 Wikidata           | weitere Bilder |
| Kraftshofer Hauptstraße 156 (Standort)   | Bauernhof: Scheune                                         | Eingeschossiger Satteldachbau, 18./19. Jahrhundert | D-5-64-000-1105 Wikidata           | weitere Bilder |
| Kraftshofer Hauptstraße 156 (Standort)   | Bauernhof: Schupfen                                        | Eingeschossiger verputzter Frackdachbau, 18./19. Jahrhundert | D-5-64-000-1105 Wikidata           | weitere Bilder |
| Kraftshofer Hauptstraße 156 (Standort)   | Bauernhof: Einfriedung                                     | Sandsteinquadermauer und Hoftor mit profilierten Sandsteinpfeilern, 18./19. Jahrhundert | D-5-64-000-1105 Wikidata           | weitere Bilder |
| Kraftshofer Hauptstraße 158 (Standort)   | Ehemaliges Kleinbauernhaus                                 | Erdgeschossig mit Sandsteinfassade, bezeichnet „1804“ | D-5-64-000-1106 Wikidata           | weitere Bilder |
| Kraftshofer Hauptstraße 158 (Standort)   | Torpfeiler                                                 | Um 1800 | D-5-64-000-1106 Wikidata           | weitere Bilder |
| Kraftshofer Hauptstraße 158 (Standort)   | Fachwerkscheune                                            | Um 1800 | D-5-64-000-1106 Wikidata           | weitere Bilder |
| Kraftshofer Hauptstraße 162 (Standort)   | Bauernhaus                                                 | Eingeschossiger verputzter Massiv- und Fachwerkbau mit Satteldach und Giebelgauben, bezeichnet „1800“ | D-5-64-000-1107 Wikidata           | weitere Bilder |
| Kraftshofer Hauptstraße 162 (Standort)   | Stallgebäude                                               | Kleiner eingeschossiger verputzter Massivbau mit Satteldach, wohl um 1800 | D-5-64-000-1107 Wikidata           | weitere Bilder |
| Kraftshofer Hauptstraße 164 (Standort)   | Gasthaus Alte Post                                         | Zweigeschossiger Sandsteinquaderbau mit Satteldach, Teile des Obergeschosses und Giebelfelder verputzt, bezeichnet „1788“, Schleppgauben modern | D-5-64-000-1109 Wikidata           | weitere Bilder |
| Kraftshofer Hauptstraße 165 (Standort)   | Evangelisch-lutherisches Pfarrhaus                         | Zweigeschossiger Satteldachbau mit Zwerchgiebeln, Putzbau mit Sandsteinsockel, 18./19. Jahrhundert | D-5-64-000-1110 Wikidata           | weitere Bilder |
| Kraftshofer Hauptstraße 165 (Standort)   | Einfriedung                                                | Überdachtes Hoftor und Sandsteinummauerung, 18./19. Jahrhundert | D-5-64-000-1110 Wikidata           | weitere Bilder |
| Kraftshofer Hauptstraße 166 (Standort)   | Gasthaus Zum Schwarzen Adler                               | Zweigeschossiger Sandsteinquaderbau mit Satteldach, Schleppgauben und Volutengiebeln, 18. Jahrhundert, Portal bezeichnet „1817“ | D-5-64-000-1111 Wikidata           | weitere Bilder |
| Kraftshofer Hauptstraße 170 (Standort)   | Evangelisch-lutherische Pfarrkirche St. Georg              | Chorturmkirche, gotischer Sandsteinquaderbau mit Satteldach, Langhaus mit Holztonne und Emporen, Turm mit Zeltdach, im Kern erste Hälfte 14. Jahrhundert, 1438–1440 umgebaut und erweitert, nach Kriegsbeschädigung wiederhergestellt bis 1952; mit Ausstattung | D-5-64-000-1113 Wikidata           | weitere Bilder |
| Kraftshofer Hauptstraße (Standort)       | Wehrkirchhof                                               | Anlage des frühen 16. Jahrhunderts, mit mehreren liegenden Grabsteinen des 16./17. Jahrhunderts, Gruftkapelle im südöstlichen Wehrturm und pyramidenförmigem Kriegerdenkmal von um 1925 | D-5-64-000-1113 Wikidata           | weitere Bilder |
| Kraftshofer Hauptstraße (Standort)       | Kirchhofsbefestigung                                       | Fünfeckige Befestigungsanlage aus Sandsteinquadermauerwerk mit Ecktürmen und überdachtem Wehrgang, Anfang 16. Jahrhundert, nach Kriegsbeschädigung wiederhergestellt | D-5-64-000-1113 Wikidata           | weitere Bilder |
| Kraftshofer Hauptstraße 168 (Standort)   | Kantorhaus                                                 | Zweigeschossiger Bau mit Satteldach und Aufzugswalm, als Teil der Friedhofsbefestigung, Erdgeschoss Sandsteinquadermauerwerk, Obergeschoss Sichtfachwerk, bezeichnet „1709“ | D-5-64-000-1113 Wikidata           | weitere Bilder |
| Kraftshofer Hauptstraße 170 a (Standort) | Ehemaliges Schulhaus                                       | Eingeschossiger Sandsteinquaderbau mit Halbwalmdach, bezeichnet „1821“ | D-5-64-000-1113 zugehörig Wikidata | weitere Bilder |
| Kraftshofer Hauptstraße 171 (Standort)   | Wohnhaus                                                   | Eingeschossiger Sandsteinquaderbau mit Satteldach, westliche Traufseite verputzt, bezeichnet „1800“ | D-5-64-000-1115 Wikidata           | weitere Bilder |
| Kraftshofer Hauptstraße 176 (Standort)   | Hofanlage: Wohnhaus                                        | Eingeschossiger Sandsteinquaderbau mit Satteldach und Giebelgauben, bezeichnet „1841“ | D-5-64-000-1116 Wikidata           | weitere Bilder |
| Kraftshofer Hauptstraße 176 (Standort)   | Hofanlage: Austragshaus                                    | | D-5-64-000-1116 Wikidata           | weitere Bilder |
| Kraftshofer Hauptstraße 176 (Standort)   | Hofanlage: Einfriedung                                     | Hofmauer aus Sandsteinquadern mit überdachtem Hoftor, 18. Jahrhundert, Torpfeiler bezeichnet „1710“ | D-5-64-000-1116 Wikidata           | weitere Bilder |
| Kraftshofer Hauptstraße 180 (Standort)   | Wohnstallhaus                                              | Erdgeschossig, bezeichnet „1840“ | D-5-64-000-1117 Wikidata           | BW             |
| Kraftshofer Hauptstraße 181 (Standort)   | Ehemaliger Bauernhof: Bauernhaus                           | Eingeschossiger Sandsteinquaderbau mit Satteldach, Schleppgauben und Volutengiebel, zum Teil verputzt, um 1800, erneuert „1904“ (bezeichnet) | D-5-64-000-1118 Wikidata           | weitere Bilder |
| Kraftshofer Hauptstraße 181 (Standort)   | Ehemaliger Bauernhof: Stallgebäude                         | Langgestreckter eingeschossiger Sandsteinquaderbau mit Satteldach und Fachwerkgiebel, hofseitig verputzt, 18./19. Jahrhundert | D-5-64-000-1118 Wikidata           | weitere Bilder |
| Kraftshofer Hauptstraße 181 (Standort)   | Ehemaliger Bauernhof: Einfriedung                          | Hofmauer aus Sandsteinquadern und Sandstein-Torpfosten, 18./19. Jahrhundert | D-5-64-000-1118 Wikidata           | weitere Bilder |
| Kraftshofer Hauptstraße 182 (Standort)   | Bauernhof: Wohnstallhaus                                   | Eingeschossiger Sandsteinquaderbau mit Satteldach und Giebelgauben, traufseitig zum Teil Fachwerk, 18./19. Jahrhundert, bezeichnet „1898“ | D-5-64-000-1119 Wikidata           | weitere Bilder |
| Kraftshofer Hauptstraße 182 (Standort)   | Bauernhof: Stall                                           | langgestreckter eingeschossiger Satteldachbau, verputzter Massivbau, 18./19. Jahrhundert | D-5-64-000-1119 Wikidata           | weitere Bilder |
| Kraftshofer Hauptstraße 182 (Standort)   | Bauernhof: Schupfen                                        | Eingeschossiger Putzbau mit Satteldach, 18./19. Jahrhundert | D-5-64-000-1119 Wikidata           | weitere Bilder |
| Kraftshofer Hauptstraße 184 (Standort)   | Wohnhaus                                                   | Eingeschossiger Sandsteinquaderbau mit Satteldach und Giebelgauben, bezeichnet „1786“ | D-5-64-000-1120 Wikidata           | weitere Bilder |
| Kraftshofer Hauptstraße 185 (Standort)   | Rest des Herrensitzes des Freiherrn Kress von Kressenstein | Sogenannter Kressenstein, Sommerhaus Kressenstein („Alter Burgstall“) Eingeschossiger Fachwerkbau mit Satteldach und Sandsteinsockel, in der zweiten Hälfte des 15. Jahrhunderts über Resten des Vorgängerbaus des 14. Jahrhunderts als Sommerhaus errichtet, nach Kriegszerstörung erneuert nach 1945                                                                                             | D-5-64-000-1121 Wikidata           | weitere Bilder |
| Kraftshofer Hauptstraße 185 (Standort)   | Einfriedung                                                | Gartenmauer aus Sandsteinquadern und Toreinfahrt mit profilierten Torpfeilern und Eingangspforte, Wappenstein bezeichnet „1600“ | D-5-64-000-1121 Wikidata           | weitere Bilder |
| Kraftshofer Hauptstraße 192 (Standort)   | Wohnhaus                                                   | Eingeschossiger Sandsteinquaderbau mit Satteldach und Giebelgauben, östliche Traufseite verputzt, bezeichnet „1767“, erneuert 1904 | D-5-64-000-1122 Wikidata           | weitere Bilder |
| Kraftshofer Hauptstraße 203 (Standort)   | Hofanlage: Wohnhaus                                        | Ein- bis zweigeschossiger Frackdachbau, verputzter Sandsteinbau mit Fachwerkgiebeln, im Kern um 1500 (1498 dendrochronologisch datiert), im 18. Jahrhundert umgebaut | D-5-64-000-1123 Wikidata           | weitere Bilder |
| Kraftshofer Hauptstraße 203 (Standort)   | Hofanlage: Scheune                                         | Eingeschossiger Fachwerkbau mit Halbwalmdach, 1610 | D-5-64-000-1123 Wikidata           | weitere Bilder |
| Kraftshofer Hauptstraße 206 (Standort)   | Ehemalige Hofanlage: Wohnhaus                              | Zweigeschossiger Bau über Hakengrundriss, Sandsteinquader- und Sichtfachwerkbau mit Sattel- bzw. Walmdach, bezeichnet „1733“ | D-5-64-000-1124 Wikidata           | weitere Bilder |
| Kraftshofer Hauptstraße 206 (Standort)   | Ehemalige Hofanlage: Anbau                                 | Zweigeschossiger Walmdachbau mit Sichtfachwerk, wohl gleichzeitig | D-5-64-000-1124                    | weitere Bilder |
| Kraftshofer Hauptstraße 212 (Standort)   | Forsthaus                                                  | Zweigeschossiger Sandsteinquaderbau mit Satteldach und verändertem Volutengiebel, traufseitiges Obergeschoss und Giebelfeld verputzt, bezeichnet „1729“ | D-5-64-000-1126 Wikidata           | weitere Bilder |
| Kraftshofer Hauptstraße 212 (Standort)   | Scheune                                                    | eingeschossiger Fachwerkbau mit Satteldach, 18. Jahrhundert | D-5-64-000-1126 Wikidata           | BW             |
| Kraftshofer Hauptstraße 212 (Standort)   | Einfriedung                                                | Hofmauer aus Sandsteinquadern und Hoftor mit Sandsteinpfeilern, 18. Jahrhundert | D-5-64-000-1126 Wikidata           | weitere Bilder |
| Lachfelderstraße (Standort)              | Irrhain                                                    | Anlage des 1644 gegründeten Pegnesischen Blumenordens, mit Sandsteinportal, bezeichnet „1644“, „1676“, „1894“, und zahlreichen Gedenksteinen und Gedenktafeln des 18. bis 19. Jahrhunderts sowie Schillerdenkmal von 1907; zum größten Teil im Landkreis Erlangen-Höchstadt gelegen, vgl. Baudenkmäler im gemeindefreien Gebiet Kraftshofer Forst, Allee und Eingangstor auf Kraftshofer Gemarkung | D-5-72-458-1 Wikidata              | weitere Bilder |
| Lachfelderstraße 14, 16 (Standort)       | Friedhofsgebäude: Aussegnungshalle                         | Eingeschossiger Sichtziegelsteinbau mit verschiefertem Pultdach und Wohnhaus, eingeschossiger Sichtziegelsteinbau mit Flachdach, dazwischen von Sichtziegelsteinmauern eingefasster und unterteilter Betriebs- und Gartenhof, von Peter Leonhardt, 1970 | D-5-64-000-4844 Wikidata           | weitere Bilder |
| Moosfeldweg 7 (Standort)                 | Hofmauer und Tor mit Fußgängerpforte                       | Sandsteinquadermauerwerk, 19. Jahrhundert | D-5-64-000-1358 Wikidata           | weitere Bilder |
| Neunhofer Schulweg 1 (Standort)          | Bauernhaus                                                 | Eingeschossiger verputzter Massivbau mit Satteldach, Aufzugswalm und Fachwerkgiebel, 1721, Schleppgauben modern | D-5-64-000-1395 Wikidata           | weitere Bilder |
| Neunhofer Schulweg 1 (Standort)          | Einfriedung                                                | Sandsteinquadermauer und Toreinfahrt mit Sandsteinpfeilern, 18./19. Jahrhundert, zum Teil erneuert | D-5-64-000-1395 Wikidata           | weitere Bilder |
| Schiestlstraße 3 (Standort)              | Wohnhaus                                                   | Langgestreckter zweigeschossiger Satteldachbau, Erdgeschoss und Südgiebel Sandsteinquadermauerwerk, Obergeschoss traufseitig freiliegendes Fachwerk, 18. Jahrhundert | D-5-64-000-1745 Wikidata           | weitere Bilder |
| Schiestlstraße 12 (Standort)             | Wohnstallhaus                                              | Eingeschossiger verputzter Satteldachbau mit östlichem Fachwerkgiebel, 18. Jahrhundert, Schleppgauben modern | D-5-64-000-1746 Wikidata           | weitere Bilder |
| Schiestlstraße 12 (Standort)             | Scheunenanbau                                              | höherer schmaler Satteldachbau, wohl 18. Jahrhundert, Holzverschalung erneuert | D-5-64-000-1746 Wikidata           | weitere Bilder |

### Neunhof
| Lage                                           | Objekt                                                     | Beschreibung | Akten-Nr.                | Bild           |
| ---------------------------------------------- | ---------------------------------------------------------- | --- | ------------------------ | -------------- |
| Am Kriegerdenkmal (Standort)                   | Kriegerdenkmal                                             | Zweiteilige Anlage, marterlartige Stein-Stele mit skulpturaler Darstellung von Soldaten mit Engel für die Gefallenen des Ersten Weltkrieges, 1921, grabartige Stein-Platte mit skulpturalem Zierwerk für die Gefallenen des Zweiten Weltkrieges, nach 1945 | D-5-64-000-2762 Wikidata | weitere Bilder |
| Erlanger Straße (Standort)                     | Grenzstein                                                 | Eine von sieben Sandsteinstelen, mit Betonsockel sowie mit der Aufschrift Nürnberg und dem Stadtwappen in farbigem Steinmosaik, 1951 Weitere Standorte: Äußere Bayreuther Straße, Erlenstegenstraße, Laufamholzstraße 370, B 4, Münchener Straße, Mühlhofer Hauptstraße | D-5-64-000-2975 Wikidata | weitere Bilder |
| Kreuzäckerstraße (Standort)                    | Steinkreuz                                                 | Sandsteinkreuz mit Relief-Darstellung des Gekreuzigten, 16. Jahrhundert | D-5-64-000-1147 Wikidata | weitere Bilder |
| Kreuzäckerstraße 1 (Standort)                  | Wohnstallhaus                                              | Eingeschossiger Sandsteinquaderbau mit Satteldach, modern bezeichnet „1879“, Schleppgaube modern | D-5-64-000-1145 Wikidata | weitere Bilder |
| Kreuzäckerstraße 7 (Standort)                  | Hofanlage: Wohnstallhaus                                   | Eingeschossiger Sandsteinquaderbau mit Satteldach, bezeichnet „1834“, Schleppgaube modern | D-5-64-000-1146 Wikidata | weitere Bilder |
| Kreuzäckerstraße 7 (Standort)                  | Hofanlage: Scheune                                         | Eingeschossiger Putzbau mit Satteldach, bezeichnet „1760“, „1799“ und „1959“ | D-5-64-000-1146 Wikidata | weitere Bilder |
| Neunhofer Hauptstraße 2 (Standort)             | Bauernhaus                                                 | Eingeschossiger verputzter Massivbau mit Satteldach, freiliegendem Fachwerkgiebel und Aufzugswalm, im Kern 18. Jahrhundert, modern bezeichnet „1851“ | D-5-64-000-1390 Wikidata | weitere Bilder |
| Neunhofer Hauptstraße 26, in Garten (Standort) | Ehemaliges Landhaus                                        | Zweigeschossiger verputzter Massivbau mit Walmdach, Giebelgauben und Bodenerkern, reduziert-historisierend mit expressionistischen Anklängen, mit Wappenstein, 1926 von Gustav Siegel | D-5-64-000-2331 Wikidata | BW             |
| Neunhofer Schloßplatz 1 (Standort)             | Schloss Neunhof                                            | Ehemaliger Kreß’scher Herrensitz, Wasserschloss, heute Jagdmuseum, dreigeschossiger quadratischer Bau mit Satteldächern über hohem Sockelgeschoss, Sockel- und Erdgeschoss Sandsteinquadermauerwerk, erstes Obergeschoss Fachwerk verputzt, zweites Obergeschoss und Zwerchgiebel Sichtfachwerk, Ende 15. Jahrhundert, wesentliche Umbauten um 1525, Innenumbauten erste Hälfte 18. Jahrhundert; mit Ausstattung | D-5-64-000-1393 Wikidata | weitere Bilder |
| Neunhofer Schloßplatz 1 (Standort)             | Befestigungsanlage des Schlosses Neunhof                   | Zwinger und ehemaliger Wassergraben mit beiderseits Futtermauern sowie äußere Befestigungsmauer aus Sandsteinquadermauerwerk, Mitte 16. und erste Hälfte 18. Jahrhundert | D-5-64-000-1393 Wikidata | weitere Bilder |
| Neunhofer Schloßplatz 1 (Standort)             | Ehemaliger Pferdestall des Schlosses Neunhof               | Eingeschossiger Sandsteinquaderbau mit Mansarddach, Giebelgauben und Volutengiebeln, 1736 | D-5-64-000-1393 Wikidata | weitere Bilder |
| Neunhofer Schloßplatz 1 (Standort)             | Ehemaliges Waschhaus des Schlosses Neunhof                 | Eingeschossiger Sandsteinquaderbau mit abgewalmtem Satteldach, bezeichnet „1754“ | D-5-64-000-1393 Wikidata | weitere Bilder |
| Neunhofer Schloßplatz 3 (Standort)             | Ehemaliges Voitenhaus des Schlosses Neunhof                | Bauernhaus, eingeschossiger Sandsteinquaderbau mit Satteldach, Aufzugswalm und verputztem Ostgiebel, 18. Jahrhundert | D-5-64-000-1393 Wikidata | weitere Bilder |
| Neunhofer Schloßplatz 3 (Standort)             | Scheune des Schlosses Neunhof                              | Eingeschossiger Sandsteinquaderbau mit Satteldach, Schleppgauben und Korbbogentor, bezeichnet „1773“ | D-5-64-000-1393 Wikidata | weitere Bilder |
| Neunhofer Schloßplatz 3 (Standort)             | Ehemaliges Backhaus des Schlosses Neunhof                  | Eingeschossiger Sandsteinquaderbau mit Satteldach, 18. Jahrhundert | D-5-64-000-1393 Wikidata | weitere Bilder |
| Neunhofer Schloßplatz (Standort)               | Schlossgarten des Schlosses Neunhof mit Pavillon           | Achtseitiger Sandsteinquaderbau mit Zeltdach, 1740 von Conrad Schön | D-5-64-000-1393 Wikidata | weitere Bilder |
| Obere Dorfstraße (Standort)                    | Martersäule und Steinkreuze, sogenannte Dreißig Pfarrherrn | Reich ornamentierte Sandsteinsäule, 15. Jahrhundert, und vier Steinkreuze, Sandstein, 15. Jahrhundert | D-5-64-000-1412 Wikidata | weitere Bilder |
| Obere Dorfstraße 32 (Standort)                 | Ehemaliger Flacheneekerhof: Wohnhaus                       | Zweigeschossiger Sandsteinquaderbau mit Satteldach, 18./19. Jahrhundert, durch moderne Fassadenverkleidung und Anbau verändert | D-5-64-000-1414 Wikidata | weitere Bilder |
| Obere Dorfstraße 33 (Standort)                 | Wohnstallhaus                                              | Eingeschossiger Sandsteinquaderbau mit Satteldach und Giebelgauben, traufseitig verputzt, nordostseitig Fachwerkgiebel, 18. Jahrhundert | D-5-64-000-1415 Wikidata | weitere Bilder |
| Obere Dorfstraße 33 (Standort)                 | Scheune                                                    | Eingeschossiger Fachwerkbau mit Satteldach, östliche Giebelfassade mit Holzverkleidung, 18. Jahrhundert | D-5-64-000-1415          | weitere Bilder |
| Obere Dorfstraße 34 (Standort)                 | Bauernhaus                                                 | Eingeschossiger Sandsteinquaderbau mit Satteldach und Schleppgauben, traufseitig zum Teil Fachwerk, bezeichnet „1850“ | D-5-64-000-1416 Wikidata | weitere Bilder |
| Obere Dorfstraße 36 (Standort)                 | Wohnstallhaus                                              | Eingeschossiger Sandsteinquaderbau mit Satteldach, nordostseitige Giebelwand Sichtfachwerk, nach 1737 (dendrochronologisch datiert) | D-5-64-000-1417 Wikidata | weitere Bilder |
| Obere Dorfstraße 44 (Standort)                 | Hofanlage: Ehemaliges Wohnstallhaus                        | Eingeschossiger Sandsteinquaderbau mit Satteldach und traufseitigem Fachwerk, 18./19. Jahrhundert, Schleppgauben modern | D-5-64-000-1418 Wikidata | weitere Bilder |
| Nähere Obere Dorfstraße 44 (Standort)          | Hofanlage: Scheune, sogenannter Kressenstadel              | Eingeschossiger Satteldachbau, Fachwerkbau über Sandsteinsockel, Südgiebel mit Ziegeln aufgemauert, 18. Jahrhundert | D-5-64-000-1418 Wikidata | weitere Bilder |
| Obere Dorfstraße 44, 44a (Standort)            | Hofanlage: Einfriedung                                     | Hofmauer aus Sandsteinquadern und Sandstein-Torpfeiler, bezeichnet „1722“ | D-5-64-000-1418 Wikidata | weitere Bilder |
| Soosweg 1 (Standort)                           | Bauernhaus                                                 | Eingeschossiger Sandsteinquaderbau mit einseitig vorkragendem Satteldach, Schleppgauben und Volutengiebel, bezeichnet „1741“ und „1846“ | D-5-64-000-1890 Wikidata | weitere Bilder |
| Soosweg 5 (Standort)                           | Wohnhaus                                                   | Eingeschossiger Sandsteinquaderbau mit Satteldach, Volutengiebel, Giebelgauben und vorkragender Traufe, süd- und ostseitig verputzt, 18. Jahrhundert | D-5-64-000-1891 Wikidata | weitere Bilder |
| Soosweg 5 (Standort)                           | Scheune                                                    | Eingeschossiger verputzter Massivbau mit Satteldach, bezeichnet „1725“ | D-5-64-000-1891 Wikidata | weitere Bilder |
| Soosweg 6 (Standort)                           | Wohnstallhaus                                              | Eingeschossiger Sandsteinquaderbau mit Satteldach, bezeichnet „1861“, Schleppgaube modern | D-5-64-000-1892 Wikidata | weitere Bilder |
| Soosweg 6 (Standort)                           | Scheune                                                    | Eingeschossiger Fachwerkbau mit Satteldach, rückseitige Giebelwand Ziegelmauerwerk, 18./19. Jahrhundert | D-5-64-000-1892 Wikidata | weitere Bilder |
| Soosweg 6 (Standort)                           | Einfriedung                                                | Hofmauer aus Sandsteinquadern und profilierte Sandstein-Torpfeiler, 18./19. Jahrhundert | D-5-64-000-1892 Wikidata | weitere Bilder |
| Untere Dorfstraße 4 (Standort)                 | Hofanlage: Wohnhaus                                        | Zweigeschossiger Putzbau mit Satteldach, 17./18. Jahrhundert | D-5-64-000-1978 Wikidata | BW             |
| Untere Dorfstraße 4 (Standort)                 | Hofanlage: Scheune                                         | Eingeschossiger Sandsteinquaderbau mit Satteldach, 17./18. Jahrhundert | D-5-64-000-1978 Wikidata | weitere Bilder |
| Untere Dorfstraße 4 (Standort)                 | Hofanlage: Stall                                           | Eingeschossiger verputzter Sandsteinbau mit Satteldach und Aufzugsgaube, 17./18. Jahrhundert | D-5-64-000-1978 Wikidata | weitere Bilder |
| Untere Dorfstraße 4 (Standort)                 | Hofanlage: Backofen                                        | Kleiner Sandsteinquaderbau mit Satteldach, bezeichnet „1694“ | D-5-64-000-1978 Wikidata | BW             |
| Untere Dorfstraße 4 (Standort)                 | Hofanlage: Hoftor                                          | Überdachte Hofeinfahrt mit Fußgängerpforte, verputzter Sandsteinquaderbau, 18. Jahrhundert | D-5-64-000-1978 Wikidata | weitere Bilder |
| Untere Dorfstraße 6 (Standort)                 | Gasthaus Zum Alten Forsthaus                               | Eingeschossiger Sandsteinquaderbau mit Satteldach, Schleppgauben und reichem Volutengiebel mit Gesimsgliederung, 1747 | D-5-64-000-1979 Wikidata | weitere Bilder |
| Untere Dorfstraße 8 (Standort)                 | Kleinhaus                                                  | Eingeschossiger verputzter Sandsteinquaderbau mit Satteldach und verputztem Fachwerkgiebel, um 1800 | D-5-64-000-1980 Wikidata | weitere Bilder |
| Untere Dorfstraße 10 (Standort)                | Wohnhaus                                                   | Eingeschossiger Sandsteinquaderbau mit Satteldach, Schleppgauben und reichem Volutengiebel, 18. Jahrhundert | D-5-64-000-1981 Wikidata | weitere Bilder |
| Untere Dorfstraße 10 (Standort)                | Einfriedung                                                | Profilierte Sandstein-Torpfeiler mit Kugelbekrönung und Hofmauer aus Sandsteinquadern, 18. Jahrhundert | D-5-64-000-1981 Wikidata | weitere Bilder |
| Untere Dorfstraße 15 (Standort)                | Wohnstallhaus                                              | Eingeschossiger verputzter Massivbau mit Satteldach, Wohnteil einseitig ausgestockt mit Frackdach, Aufzugswalm und Fachwerkgiebel, im Kern 17. Jahrhundert, rustiziertes Portal bezeichnet „1735“ | D-5-64-000-1982 Wikidata | weitere Bilder |
| Untere Dorfstraße 15 (Standort)                | Nebengebäude                                               | Kleiner verputzter Massivbau, eingeschossiger Satteldachbau mit Aufzugsluke und profilierten Fensterleibungen, 18. Jahrhundert | D-5-64-000-1982 Wikidata | weitere Bilder |
| Untere Dorfstraße 23 (Standort)                | Wohnstallhaus                                              | Eingeschossiger Sandsteinquaderbau mit Satteldach, Schleppgauben und vorkragender Traufe, nördliches Giebelfeld verputzt, 18. Jahrhundert | D-5-64-000-1983          | weitere Bilder |
| Untere Dorfstraße 32 (Standort)                | Wohnstallhaus                                              | Eingeschossiger Sandsteinquaderbau mit Satteldach und Fachwerk-Schleppgaube, traufseitig verputzt, mit gewölbtem Kellerhals, erste Hälfte 19. Jahrhundert | D-5-64-000-1984 Wikidata | weitere Bilder |
| Untere Dorfstraße 35a (Standort)               | Ökonomiegebäude eines Bauernhofes: Scheune                 | Eingeschossiger, zum Teil verbretterter Fachwerkbau mit Satteldach, dendro.dat. 1697/98; | D-5-64-000-3160 Wikidata | weitere Bilder |
| Untere Dorfstraße 37 (Standort)                | Ökonomiegebäude eines Bauernhofes: Stall                   | Eingeschossiger Satteldachbau, Ende 19. Jh. | D-5-64-000-3160 Wikidata | weitere Bilder |

### Boxdorf
| Lage                            | Objekt                            | Beschreibung | Akten-Nr.                | Bild           |
| ------------------------------- | --------------------------------- | --- | ------------------------ | -------------- |
| Boxbergweg 27 (Standort)        | Friedhofsgebäude Aussegnungshalle | Eingeschossiger Massivbau mit Falt- und Flugdach, freistehendem Glockenturm aus Sichtbeton und Lichthof, nördlich eingeschossiger Aufbewahrungsbereich mit Flachdach und Lichtkuppeln, südlich Wohn- und Arbeitsgebäude, um einen Innenhof gruppierte eingeschossige Flachdachbauten, von Willi Hornung, 1969. | D-5-64-000-4856          | BW             |
| Hasengasse 7 (Standort)         | Bauernhaus                        | Eingeschossiger Satteldachbau mit Giebelgauben, verputzter Massivbau mit verputztem Fachwerkgiebel, 18. Jahrhundert | D-5-64-000-719 Wikidata  | weitere Bilder |
| Hasengasse 9 (Standort)         | Ehemaliges Bauernhaus             | Eingeschossiger Satteldachbau, verputzter Massivbau, östlich freiliegender Fachwerkgiebel, 18. Jahrhundert, moderne Schleppgauben und Fassadenveränderungen durch Gaststätteneinbau | D-5-64-000-720 Wikidata  | weitere Bilder |
| Hasengasse 9 (Standort)         | Hofmauer                          | Sandsteinquadermauer, 18. Jahrhundert | D-5-64-000-720           | weitere Bilder |
| Steinacher Straße 8 (Standort)  | Hofanlage: Bauernhaus             | Eingeschossiger giebelständiger Satteldachbau mit hofseitigen Giebelgauben, verputzter Massivbau mit Sichtziegelgiebel, um 1750/70 und „1905“ (bezeichnet) | D-5-64-000-1916 Wikidata | weitere Bilder |
| Steinacher Straße 8 (Standort)  | Hofanlage: Einfriedung            | Überdachte Hofeinfahrt und Hofmauer aus Sandsteinquadermauerwerk, zweite Hälfte 18. Jahrhundert | D-5-64-000-1916 Wikidata | weitere Bilder |
| Steinacher Straße 12 (Standort) | Ehemaliges Wohnstallhaus          | Eingeschossiger Satteldachbau mit Fachwerkgiebel, 18./19. Jahrhundert | D-5-64-000-1917 Wikidata | weitere Bilder |
| Steinacher Straße 12 (Standort) | Hoftor und Ummauerung             | Sandsteinquadermauerwerk, 18./19. Jahrhundert | D-5-64-000-1917 Wikidata | weitere Bilder |

### Großgründlach
| Lage                                      | Objekt                                             | Beschreibung | Akten-Nr.                | Bild           |
| ----------------------------------------- | -------------------------------------------------- | --- | ------------------------ | -------------- |
| Großgründlacher Hauptstraße 2 (Standort)  | Sandsteingiebel                                    | Mit Voluten und Giebelbekrönung, 18./19. Jahrhundert | D-5-64-000-652 Wikidata  | weitere Bilder |
| Großgründlacher Hauptstraße 8 (Standort)  | Scheune                                            | Eingeschossiger Fachwerkbau mit steilem Satteldach, westseitig verputzt, 18. Jahrhundert | D-5-64-000-653 Wikidata  | weitere Bilder |
| Großgründlacher Hauptstraße 17 (Standort) | Ehemalige Schmiede                                 | Eingeschossiger verputzter Giebelbau mit Frackdach, 19. Jahrhundert; mit Ausstattung | D-5-64-000-655 Wikidata  | weitere Bilder |
| Großgründlacher Hauptstraße 19 (Standort) | Wohnhaus                                           | Zweigeschossiger Fachwerkbau mit Satteldach, Erdgeschossstraßenfassade Sandsteinquadermauerwerk, wohl ehemals Nebengebäude zur Nr. 21, spätes 18. Jahrhundert                                                                                  | D-5-64-000-656 Wikidata  | weitere Bilder |
| Großgründlacher Hauptstraße 23 (Standort) | Ehemaliges Baderhaus                               | Eingeschossiges Satteldachhaus mit zweigeschossigem Fachwerkzwerchgiebel, Erdgeschoss massiv verputzt, erste Hälfte 17. Jahrhundert | D-5-64-000-657 Wikidata  | weitere Bilder |
| Großgründlacher Hauptstraße 25 (Standort) | Wohnstallhaus                                      | Eingeschossiger Sichtfachwerkbau mit Satteldach und Schleppgauben, 18. Jahrhundert | D-5-64-000-658 Wikidata  | weitere Bilder |
| Großgründlacher Hauptstraße 25 (Standort) | Hofeinfahrt                                        | Verputzte Sandsteintorpfeiler mit Kugelbekrönung, 18. Jahrhundert | D-5-64-000-658 Wikidata  | weitere Bilder |
| Großgründlacher Hauptstraße 30 (Standort) | Wohnhaus                                           | Eingeschossiges Satteldachhaus mit Sandsteingiebel und traufseitigem Fachwerk, bezeichnet 1817, Schleppgauben modern | D-5-64-000-659 Wikidata  | weitere Bilder |
| Großgründlacher Hauptstraße 30 (Standort) | Hofmauer                                           | Sandsteinquadermauer und Torpfosten, erste Hälfte 19. Jahrhundert | D-5-64-000-659 Wikidata  | weitere Bilder |
| Großgründlacher Hauptstraße 37 (Standort) | Evangelisch-lutherisches Pfarrhaus                 | Zweigeschossiger Sichtfachwerkbau mit Satteldach und Aufzugswalm, Ende 17. Jahrhundert | D-5-64-000-662 Wikidata  | weitere Bilder |
| Großgründlacher Hauptstraße 37 (Standort) | Einfriedung                                        | Sandsteinquadermauer und Sandstein-Pforte mit Dreiecksgiebel | D-5-64-000-662 Wikidata  | weitere Bilder |
| Großgründlacher Hauptstraße 39 (Standort) | Nebengebäude des Gasthauses Goldener Schwan        | Eingeschossiger Sandsteinquaderbau mit Satteldach und Volutengiebel, bezeichnet „1799“ und „1823“ | D-5-64-000-663 Wikidata  | weitere Bilder |
| Großgründlacher Hauptstraße 41 (Standort) | Gasthaus Goldener Schwan                           | Zweigeschossiger reich gegliederter Sandsteinquaderbau mit Satteldach und Volutengiebel, bezeichnet „1776“ | D-5-64-000-663 Wikidata  | weitere Bilder |
| Großgründlacher Hauptstraße 41 (Standort) | Torbogen des Gasthauses Goldener Schwan            | Sandsteinquadermauerwerk, bezeichnet „1810“ | D-5-64-000-663 Wikidata  | weitere Bilder |
| Großgründlacher Hauptstraße 45 (Standort) | Hallerschloss                                      | Schlossbau, zweigeschossige barocke Vierflügelanlage, verputzter Massivbau mit Mansardwalmdach, Giebel- und Walmdachgauben, um 1685–1695 von Johann Trost anstelle von Vorgängerbauten des 12. und 16. Jahrhunderts errichtet; mit Ausstattung | D-5-64-000-664 Wikidata  | weitere Bilder |
| Großgründlacher Hauptstraße 43 (Standort) | Nebengebäude des Hallerschlosses                   | Eingeschossiger langgestreckter Sandsteinquaderbau mit Satteldach, hofseitig verputzt und modern verändert, wohl 18. Jahrhundert | D-5-64-000-664 Wikidata  | weitere Bilder |
| Großgründlacher Hauptstraße 45 (Standort) | Mauer des Hallerschlosses                          | Sandsteinquadermauer gegen die Straße, mit reichem Portal mit klassizistischer Urnenbekrönung, 18./19. Jahrhundert | D-5-64-000-664 Wikidata  | weitere Bilder |
| Großgründlacher Hauptstraße 45 (Standort) | Gartenanlage des Hallerschlosses                   | Quadermauerumschlossene Gartenanlage mit nach Westen führender Pappelallee des ehemaligen Schlossparks, mit Sandsteinpfeilern mit Kugelbekrönung, 18. Jahrhundert                                                                              | D-5-64-000-664 Wikidata  | weitere Bilder |
| Kleingründlacher Straße (Standort)        | Denkmal für Johann Sigmund Haller von Hallerstein  | Sandsteinsarkophag auf kleinem Hügel und Treppenanlage, 1805 | D-5-64-000-664 Wikidata  | weitere Bilder |
| Großgründlacher Hauptstraße 36 (Standort) | Feuerwehrgerätehaus                                | Eingeschossiger Sandstein- und Ziegelbau mit Satteldach, 18./19. Jahrhundert | D-5-64-000-664 Wikidata  | weitere Bilder |
| Großgründlacher Hauptstraße 36 (Standort) | Grundstücksummauerung des Ökonomiehofs             | Sandsteinquadermauer mit Fußgängerpforte und Brunnennische, wohl 17. Jahrhundert | D-5-64-000-664 Wikidata  | weitere Bilder |
| Großgründlacher Hauptstraße 36 (Standort) | Scheune des Ökonomiehofs                           | Stattlicher zweigeschossiger Fachwerkbau mit Satteldach, nördlichen Ziegel- und Sandsteingiebel und Aufzugwalm, 17. Jahrhundert | D-5-64-000-664 Wikidata  | weitere Bilder |
| Großgründlacher Hauptstraße 47 (Standort) | Wohnhaus                                           | Langgestrecktes zweigeschossiges Satteldachhaus, verputzter Massivbau mit Fachwerkobergeschoss, 18. Jahrhundert | D-5-64-000-665 Wikidata  | weitere Bilder |
| Großgründlacher Hauptstraße 49 (Standort) | Evangelisch-lutherische Pfarrkirche St. Laurentius | Chorturmkirche, Sandsteinquaderbau mit Satteldach, Turm mit Welscher Haube, Langhaus verputzt, ursprünglich spätmittelalterlicher Kirchenbau, in heutiger Form Ende 17./Anfang 18. Jahrhundert; mit Ausstattung                                | D-5-64-000-666 Wikidata  | weitere Bilder |
| Großgründlacher Hauptstraße 49 (Standort) | Friedhof                                           | Mit hoher verputzter Kirchhofummauerung und Sandsteinportal, 17./18. Jahrhundert | D-5-64-000-666 Wikidata  | weitere Bilder |
| Großgründlacher Hauptstraße 49 (Standort) | Nördliche Friedhofserweiterung                     | Mit niedriger Ummauerung aus Sandsteinquadern, 19./20. Jahrhundert | D-5-64-000-666 Wikidata  | weitere Bilder |
| Großgründlacher Hauptstraße 49 (Standort) | Leichenhaus der Friedhofserweiterung               | Sandsteinquaderbau mit Walmdach, 20. Jahrhundert | D-5-64-000-666 Wikidata  | weitere Bilder |
| Großgründlacher Hauptstraße 51 (Standort) | Ehemaliges Schulhaus                               | Zweigeschossiger Walmdachbau, Erdgeschoss Sandsteinquadermauerwerk, Obergeschoss verputzt, 18. Jahrhundert | D-5-64-000-667 Wikidata  | weitere Bilder |
| Hans-Fellner-Straße 2 (Standort)          | Fachwerkscheune                                    | Zugehörig, bezeichnet „1770“ | D-5-64-000-711 Wikidata  | weitere Bilder |
| Hans-Fellner-Straße 7 (Standort)          | Wohnhaus                                           | Eingeschossiger Satteldachbau mit Sandstein-Volutengiebel, traufseitig verputzt, 18. Jahrhundert, Schleppgauben modern | D-5-64-000-712 Wikidata  | weitere Bilder |
| Kleingründlacher Straße (Standort)        | Sogenannte Wolfsmantel-Marter                      | Sockel einer ehemaligen Martersäule, Sandstein, Ende 15. Jahrhundert | D-5-64-000-2247 Wikidata | weitere Bilder |
| Schweinfurter Straße (Standort)           | Zwei Steinkreuze                                   | Wohl spätmittelalterlich | D-5-64-000-1852 Wikidata | weitere Bilder |
| Schweinfurter Straße 1 (Standort)         | Metzgerzeichen                                     | Sandsteinplatte mit Rinddarstellung, bezeichnet „1693“ | D-5-64-000-1850 Wikidata | weitere Bilder |
| Schweinfurter Straße 4 (Standort)         | Wohnhaus                                           | Eingeschossiger Putzbau mit Satteldach, Giebel mit neuer Holzverschalung wohl Fachwerk, 18. Jahrhundert, Schleppgauben modern | D-5-64-000-1851 Wikidata | weitere Bilder |
| Volkacher Straße 5 (Standort)             | Wohnstallhaus                                      | Erdgeschossiges Wohnstallhaus mit Sandsteingiebel, bezeichnet „1862“ | D-5-64-000-2041 Wikidata | weitere Bilder |
| Volkacher Straße 22 (Standort)            | Wohnstallhaus                                      | Erdgeschossiger Satteldachbau mit Sandsteinvolutengiebel, traufseitig verputztes Fachwerk, Ende 18. Jahrhundert | D-5-64-000-2042 Wikidata | weitere Bilder |

### Kleingründlach
| Lage                                  | Objekt                               | Beschreibung | Akten-Nr.                | Bild           |
| ------------------------------------- | ------------------------------------ | --- | ------------------------ | -------------- |
| Kleingründlacher Straße 11 (Standort) | Wohnstallhaus                        | Eingeschossiger Sandsteinquaderbau mit Satteldach und vorkragender Traufe, verputzter Fachwerk-Südgiebel, Anfang 19. Jahrhundert, nördliche Giebelwand bezeichnet „1890“ | D-5-64-000-1024 Wikidata | weitere Bilder |
| Mittelmühlweg 2 (Standort)            | Mittelmühle: Mühlen- und Wohngebäude | Zweigeschossiger Putzbau mit Satteldach, bezeichnet „1627“ und „1845“ | D-5-64-000-1325 Wikidata | weitere Bilder |
| Mittelmühlweg 2 (Standort)            | Mittelmühle: Scheune                 | Eingeschossiger Sandsteinquaderbau mit Satteldach und Fachwerkgiebel, wohl erste Hälfte 19. Jahrhundert                                                                  | D-5-64-000-1325          | weitere Bilder |

### Obermühle
| Lage                                 | Objekt    | Beschreibung                                                                                                  | Akten-Nr.                | Bild           |
| ------------------------------------ | --------- | --- | ------------------------ | -------------- |
| Kleingründlacher Straße 1 (Standort) | Obermühle | Stattlicher zweigeschossiger Sandsteinquaderbau mit Satteldach, traufseitig verputzt, im Kern 17. Jahrhundert | D-5-64-000-1023 Wikidata | weitere Bilder |

### Reutles
| Lage                           | Objekt                                             | Beschreibung | Akten-Nr.                | Bild           |
| ------------------------------ | -------------------------------------------------- | --- | ------------------------ | -------------- |
| Reutleser Straße 49 (Standort) | Ehemaliger Zweiseithof: Wohnstallhaus              | Eingeschossiger Sandsteinquaderbau mit Satteldach, Giebelgauben und reichem Ziergiebel, bezeichnet „1796“ | D-5-64-000-1640 Wikidata | weitere Bilder |
| Reutleser Straße 49 (Standort) | Ehemaliger Zweiseithof: Backofen                   | Kleiner Sandsteinquaderbau mit Satteldach, wohl erste Hälfte 19. Jahrhundert | D-5-64-000-1640 Wikidata | weitere Bilder |
| Reutleser Straße 49 (Standort) | Ehemaliger Zweiseithof: Einfriedung                | Sandsteinquadermauer und profilierte Torpfeiler, wohl Ende 18. Jahrhundert | D-5-64-000-1640 Wikidata | weitere Bilder |
| Reutleser Straße 51 (Standort) | Wohnstallhaus                                      | Eingeschossiger Satteldachbau mit Sandsteingiebel, traufseitig verputzt, bezeichnet „1859“, Schleppgauben modern | D-5-64-000-1641 Wikidata | weitere Bilder |
| Reutleser Straße 53 (Standort) | Wohnstallhaus                                      | Eingeschossiger Sandsteinquaderbau mit Satteldach und vorkragender Traufe, zum Teil verputzt, bezeichnet „1868“, Schleppgaube modern                                                                                    | D-5-64-000-1642 Wikidata | weitere Bilder |
| Reutleser Straße 57 (Standort) | Einfriedung                                        | Hofmauer aus Sandsteinquadermauerwerk mit zwei Torpfeilerpaaren, 18./19. Jahrhundert | D-5-64-000-1643 Wikidata | weitere Bilder |
| Reutleser Straße 63 (Standort) | Wohnstallhaus                                      | Ein- bis zweigeschossiges Frackdachhaus, Sandsteinquaderbau mit reichem Ziergiebel, bezeichnet „1811“ | D-5-64-000-1644 Wikidata | weitere Bilder |
| Reutleser Straße 63 (Standort) | Einfriedung                                        | Hofmauer aus Sandsteinquadern und drei profilierte Torpfeiler, erste Hälfte 19. Jahrhundert | D-5-64-000-1644 Wikidata | weitere Bilder |
| Reutleser Straße 80 (Standort) | Evangelisch-lutherische Filialkirche St. Felicitas | Kleine Dorfkirche vom Schwedenhaustyp, rechteckiger verputzter Sandsteinquaderbau mit Walmdach und seitlicher Turm mit Zeltdach, im Kern wohl 14. Jahrhundert, nach 1585 (dendrochronologisch datiert); mit Ausstattung | D-5-64-000-1647 Wikidata | weitere Bilder |

## Ehemalige Baudenkmäler
In diesem Abschnitt sind Objekte aufgeführt, die früher einmal in der Denkmalliste eingetragen waren, jetzt aber nicht mehr. Objekte, die in anderem Zusammenhang – also z. B. als Teil eines Baudenkmals – weiter eingetragen sind, sollen hier nicht aufgeführt werden. Aktennummern in diesem Abschnitt sind ehemalige, jetzt nicht mehr gültige Aktennummern.

| Lage                           | Objekt                                                 | Beschreibung | Akten-Nr.       | Bild           |
| ------------------------------ | ------------------------------------------------------ | --- | --------------- | -------------- |
| Alte Parlerstraße 9 (Standort) | Scheune, ehemals Teil des Anwesens Alte Parlerstraße 7 | 18. Jahrhundert | D-5-64-000-2421 | weitere Bilder |
| Moosfeldweg 4 (Standort)       | Hofanlage                                              | Wohnhaus, eingeschossiger Sandsteinquaderbau mit Satteldach und Schleppgauben, bezeichnet „1867“ Hoftorpfeiler und Fußgängerpforte, Sandsteinquadermauerwerk, bezeichnet „1723“ und 1946 | D-5-64-000-1357 | BW             |
| Sebaldusstraße 3 (Standort)    | Wohnhaus                                               | Eingeschossiger giebelständiger Satteldachbau mit Fachwerk-Giebeldacherkern und Schleppgauben, Erdgeschoss massiv verputzt, dreigeschossiger Sichtfachwerk-Giebel, 18. Jahrhundert       | D-5-64-000-1863 | weitere Bilder |